# Transposição (xadrez)
A transposição no xadrez é uma seqüência de movimentos que resulta em uma posição, que também pode ser alcançada por outra seqüência. As transposições geralmente ocorrem na abertura, em que chega-se a uma mesma posição de diversas maneiras.
Além da tabela de aberturas, a tabela de transposições é um elemento importantíssimo num software de xadrez

## Exemplo - Posição 1
|   | a | b | c | d | e | f | g | h |   |
| 8 | a8 preto torre · b8 preto cavalo · c8 preto bispo · d8 preto rainha · e8 preto rei · f8 preto bispo · h8 preto torre · a7 preto peão · b7 preto peão · c7 preto peão · f7 preto peão · g7 preto peão · h7 preto peão · e6 preto peão · f6 preto cavalo · d5 preto peão · c4 branco peão · d4 branco peão · c3 branco cavalo · a2 branco peão · b2 branco peão · e2 branco peão · f2 branco peão · g2 branco peão · h2 branco peão · a1 branco torre · c1 branco bispo · d1 branco rainha · e1 branco rei · f1 branco bispo · g1 branco cavalo · h1 branco torre | a8 preto torre · b8 preto cavalo · c8 preto bispo · d8 preto rainha · e8 preto rei · f8 preto bispo · h8 preto torre · a7 preto peão · b7 preto peão · c7 preto peão · f7 preto peão · g7 preto peão · h7 preto peão · e6 preto peão · f6 preto cavalo · d5 preto peão · c4 branco peão · d4 branco peão · c3 branco cavalo · a2 branco peão · b2 branco peão · e2 branco peão · f2 branco peão · g2 branco peão · h2 branco peão · a1 branco torre · c1 branco bispo · d1 branco rainha · e1 branco rei · f1 branco bispo · g1 branco cavalo · h1 branco torre | a8 preto torre · b8 preto cavalo · c8 preto bispo · d8 preto rainha · e8 preto rei · f8 preto bispo · h8 preto torre · a7 preto peão · b7 preto peão · c7 preto peão · f7 preto peão · g7 preto peão · h7 preto peão · e6 preto peão · f6 preto cavalo · d5 preto peão · c4 branco peão · d4 branco peão · c3 branco cavalo · a2 branco peão · b2 branco peão · e2 branco peão · f2 branco peão · g2 branco peão · h2 branco peão · a1 branco torre · c1 branco bispo · d1 branco rainha · e1 branco rei · f1 branco bispo · g1 branco cavalo · h1 branco torre | a8 preto torre · b8 preto cavalo · c8 preto bispo · d8 preto rainha · e8 preto rei · f8 preto bispo · h8 preto torre · a7 preto peão · b7 preto peão · c7 preto peão · f7 preto peão · g7 preto peão · h7 preto peão · e6 preto peão · f6 preto cavalo · d5 preto peão · c4 branco peão · d4 branco peão · c3 branco cavalo · a2 branco peão · b2 branco peão · e2 branco peão · f2 branco peão · g2 branco peão · h2 branco peão · a1 branco torre · c1 branco bispo · d1 branco rainha · e1 branco rei · f1 branco bispo · g1 branco cavalo · h1 branco torre | a8 preto torre · b8 preto cavalo · c8 preto bispo · d8 preto rainha · e8 preto rei · f8 preto bispo · h8 preto torre · a7 preto peão · b7 preto peão · c7 preto peão · f7 preto peão · g7 preto peão · h7 preto peão · e6 preto peão · f6 preto cavalo · d5 preto peão · c4 branco peão · d4 branco peão · c3 branco cavalo · a2 branco peão · b2 branco peão · e2 branco peão · f2 branco peão · g2 branco peão · h2 branco peão · a1 branco torre · c1 branco bispo · d1 branco rainha · e1 branco rei · f1 branco bispo · g1 branco cavalo · h1 branco torre | a8 preto torre · b8 preto cavalo · c8 preto bispo · d8 preto rainha · e8 preto rei · f8 preto bispo · h8 preto torre · a7 preto peão · b7 preto peão · c7 preto peão · f7 preto peão · g7 preto peão · h7 preto peão · e6 preto peão · f6 preto cavalo · d5 preto peão · c4 branco peão · d4 branco peão · c3 branco cavalo · a2 branco peão · b2 branco peão · e2 branco peão · f2 branco peão · g2 branco peão · h2 branco peão · a1 branco torre · c1 branco bispo · d1 branco rainha · e1 branco rei · f1 branco bispo · g1 branco cavalo · h1 branco torre | a8 preto torre · b8 preto cavalo · c8 preto bispo · d8 preto rainha · e8 preto rei · f8 preto bispo · h8 preto torre · a7 preto peão · b7 preto peão · c7 preto peão · f7 preto peão · g7 preto peão · h7 preto peão · e6 preto peão · f6 preto cavalo · d5 preto peão · c4 branco peão · d4 branco peão · c3 branco cavalo · a2 branco peão · b2 branco peão · e2 branco peão · f2 branco peão · g2 branco peão · h2 branco peão · a1 branco torre · c1 branco bispo · d1 branco rainha · e1 branco rei · f1 branco bispo · g1 branco cavalo · h1 branco torre | a8 preto torre · b8 preto cavalo · c8 preto bispo · d8 preto rainha · e8 preto rei · f8 preto bispo · h8 preto torre · a7 preto peão · b7 preto peão · c7 preto peão · f7 preto peão · g7 preto peão · h7 preto peão · e6 preto peão · f6 preto cavalo · d5 preto peão · c4 branco peão · d4 branco peão · c3 branco cavalo · a2 branco peão · b2 branco peão · e2 branco peão · f2 branco peão · g2 branco peão · h2 branco peão · a1 branco torre · c1 branco bispo · d1 branco rainha · e1 branco rei · f1 branco bispo · g1 branco cavalo · h1 branco torre | 8 |
| 7 | a8 preto torre · b8 preto cavalo · c8 preto bispo · d8 preto rainha · e8 preto rei · f8 preto bispo · h8 preto torre · a7 preto peão · b7 preto peão · c7 preto peão · f7 preto peão · g7 preto peão · h7 preto peão · e6 preto peão · f6 preto cavalo · d5 preto peão · c4 branco peão · d4 branco peão · c3 branco cavalo · a2 branco peão · b2 branco peão · e2 branco peão · f2 branco peão · g2 branco peão · h2 branco peão · a1 branco torre · c1 branco bispo · d1 branco rainha · e1 branco rei · f1 branco bispo · g1 branco cavalo · h1 branco torre | a8 preto torre · b8 preto cavalo · c8 preto bispo · d8 preto rainha · e8 preto rei · f8 preto bispo · h8 preto torre · a7 preto peão · b7 preto peão · c7 preto peão · f7 preto peão · g7 preto peão · h7 preto peão · e6 preto peão · f6 preto cavalo · d5 preto peão · c4 branco peão · d4 branco peão · c3 branco cavalo · a2 branco peão · b2 branco peão · e2 branco peão · f2 branco peão · g2 branco peão · h2 branco peão · a1 branco torre · c1 branco bispo · d1 branco rainha · e1 branco rei · f1 branco bispo · g1 branco cavalo · h1 branco torre | a8 preto torre · b8 preto cavalo · c8 preto bispo · d8 preto rainha · e8 preto rei · f8 preto bispo · h8 preto torre · a7 preto peão · b7 preto peão · c7 preto peão · f7 preto peão · g7 preto peão · h7 preto peão · e6 preto peão · f6 preto cavalo · d5 preto peão · c4 branco peão · d4 branco peão · c3 branco cavalo · a2 branco peão · b2 branco peão · e2 branco peão · f2 branco peão · g2 branco peão · h2 branco peão · a1 branco torre · c1 branco bispo · d1 branco rainha · e1 branco rei · f1 branco bispo · g1 branco cavalo · h1 branco torre | a8 preto torre · b8 preto cavalo · c8 preto bispo · d8 preto rainha · e8 preto rei · f8 preto bispo · h8 preto torre · a7 preto peão · b7 preto peão · c7 preto peão · f7 preto peão · g7 preto peão · h7 preto peão · e6 preto peão · f6 preto cavalo · d5 preto peão · c4 branco peão · d4 branco peão · c3 branco cavalo · a2 branco peão · b2 branco peão · e2 branco peão · f2 branco peão · g2 branco peão · h2 branco peão · a1 branco torre · c1 branco bispo · d1 branco rainha · e1 branco rei · f1 branco bispo · g1 branco cavalo · h1 branco torre | a8 preto torre · b8 preto cavalo · c8 preto bispo · d8 preto rainha · e8 preto rei · f8 preto bispo · h8 preto torre · a7 preto peão · b7 preto peão · c7 preto peão · f7 preto peão · g7 preto peão · h7 preto peão · e6 preto peão · f6 preto cavalo · d5 preto peão · c4 branco peão · d4 branco peão · c3 branco cavalo · a2 branco peão · b2 branco peão · e2 branco peão · f2 branco peão · g2 branco peão · h2 branco peão · a1 branco torre · c1 branco bispo · d1 branco rainha · e1 branco rei · f1 branco bispo · g1 branco cavalo · h1 branco torre | a8 preto torre · b8 preto cavalo · c8 preto bispo · d8 preto rainha · e8 preto rei · f8 preto bispo · h8 preto torre · a7 preto peão · b7 preto peão · c7 preto peão · f7 preto peão · g7 preto peão · h7 preto peão · e6 preto peão · f6 preto cavalo · d5 preto peão · c4 branco peão · d4 branco peão · c3 branco cavalo · a2 branco peão · b2 branco peão · e2 branco peão · f2 branco peão · g2 branco peão · h2 branco peão · a1 branco torre · c1 branco bispo · d1 branco rainha · e1 branco rei · f1 branco bispo · g1 branco cavalo · h1 branco torre | a8 preto torre · b8 preto cavalo · c8 preto bispo · d8 preto rainha · e8 preto rei · f8 preto bispo · h8 preto torre · a7 preto peão · b7 preto peão · c7 preto peão · f7 preto peão · g7 preto peão · h7 preto peão · e6 preto peão · f6 preto cavalo · d5 preto peão · c4 branco peão · d4 branco peão · c3 branco cavalo · a2 branco peão · b2 branco peão · e2 branco peão · f2 branco peão · g2 branco peão · h2 branco peão · a1 branco torre · c1 branco bispo · d1 branco rainha · e1 branco rei · f1 branco bispo · g1 branco cavalo · h1 branco torre | a8 preto torre · b8 preto cavalo · c8 preto bispo · d8 preto rainha · e8 preto rei · f8 preto bispo · h8 preto torre · a7 preto peão · b7 preto peão · c7 preto peão · f7 preto peão · g7 preto peão · h7 preto peão · e6 preto peão · f6 preto cavalo · d5 preto peão · c4 branco peão · d4 branco peão · c3 branco cavalo · a2 branco peão · b2 branco peão · e2 branco peão · f2 branco peão · g2 branco peão · h2 branco peão · a1 branco torre · c1 branco bispo · d1 branco rainha · e1 branco rei · f1 branco bispo · g1 branco cavalo · h1 branco torre | 7 |
| 6 | a8 preto torre · b8 preto cavalo · c8 preto bispo · d8 preto rainha · e8 preto rei · f8 preto bispo · h8 preto torre · a7 preto peão · b7 preto peão · c7 preto peão · f7 preto peão · g7 preto peão · h7 preto peão · e6 preto peão · f6 preto cavalo · d5 preto peão · c4 branco peão · d4 branco peão · c3 branco cavalo · a2 branco peão · b2 branco peão · e2 branco peão · f2 branco peão · g2 branco peão · h2 branco peão · a1 branco torre · c1 branco bispo · d1 branco rainha · e1 branco rei · f1 branco bispo · g1 branco cavalo · h1 branco torre | a8 preto torre · b8 preto cavalo · c8 preto bispo · d8 preto rainha · e8 preto rei · f8 preto bispo · h8 preto torre · a7 preto peão · b7 preto peão · c7 preto peão · f7 preto peão · g7 preto peão · h7 preto peão · e6 preto peão · f6 preto cavalo · d5 preto peão · c4 branco peão · d4 branco peão · c3 branco cavalo · a2 branco peão · b2 branco peão · e2 branco peão · f2 branco peão · g2 branco peão · h2 branco peão · a1 branco torre · c1 branco bispo · d1 branco rainha · e1 branco rei · f1 branco bispo · g1 branco cavalo · h1 branco torre | a8 preto torre · b8 preto cavalo · c8 preto bispo · d8 preto rainha · e8 preto rei · f8 preto bispo · h8 preto torre · a7 preto peão · b7 preto peão · c7 preto peão · f7 preto peão · g7 preto peão · h7 preto peão · e6 preto peão · f6 preto cavalo · d5 preto peão · c4 branco peão · d4 branco peão · c3 branco cavalo · a2 branco peão · b2 branco peão · e2 branco peão · f2 branco peão · g2 branco peão · h2 branco peão · a1 branco torre · c1 branco bispo · d1 branco rainha · e1 branco rei · f1 branco bispo · g1 branco cavalo · h1 branco torre | a8 preto torre · b8 preto cavalo · c8 preto bispo · d8 preto rainha · e8 preto rei · f8 preto bispo · h8 preto torre · a7 preto peão · b7 preto peão · c7 preto peão · f7 preto peão · g7 preto peão · h7 preto peão · e6 preto peão · f6 preto cavalo · d5 preto peão · c4 branco peão · d4 branco peão · c3 branco cavalo · a2 branco peão · b2 branco peão · e2 branco peão · f2 branco peão · g2 branco peão · h2 branco peão · a1 branco torre · c1 branco bispo · d1 branco rainha · e1 branco rei · f1 branco bispo · g1 branco cavalo · h1 branco torre | a8 preto torre · b8 preto cavalo · c8 preto bispo · d8 preto rainha · e8 preto rei · f8 preto bispo · h8 preto torre · a7 preto peão · b7 preto peão · c7 preto peão · f7 preto peão · g7 preto peão · h7 preto peão · e6 preto peão · f6 preto cavalo · d5 preto peão · c4 branco peão · d4 branco peão · c3 branco cavalo · a2 branco peão · b2 branco peão · e2 branco peão · f2 branco peão · g2 branco peão · h2 branco peão · a1 branco torre · c1 branco bispo · d1 branco rainha · e1 branco rei · f1 branco bispo · g1 branco cavalo · h1 branco torre | a8 preto torre · b8 preto cavalo · c8 preto bispo · d8 preto rainha · e8 preto rei · f8 preto bispo · h8 preto torre · a7 preto peão · b7 preto peão · c7 preto peão · f7 preto peão · g7 preto peão · h7 preto peão · e6 preto peão · f6 preto cavalo · d5 preto peão · c4 branco peão · d4 branco peão · c3 branco cavalo · a2 branco peão · b2 branco peão · e2 branco peão · f2 branco peão · g2 branco peão · h2 branco peão · a1 branco torre · c1 branco bispo · d1 branco rainha · e1 branco rei · f1 branco bispo · g1 branco cavalo · h1 branco torre | a8 preto torre · b8 preto cavalo · c8 preto bispo · d8 preto rainha · e8 preto rei · f8 preto bispo · h8 preto torre · a7 preto peão · b7 preto peão · c7 preto peão · f7 preto peão · g7 preto peão · h7 preto peão · e6 preto peão · f6 preto cavalo · d5 preto peão · c4 branco peão · d4 branco peão · c3 branco cavalo · a2 branco peão · b2 branco peão · e2 branco peão · f2 branco peão · g2 branco peão · h2 branco peão · a1 branco torre · c1 branco bispo · d1 branco rainha · e1 branco rei · f1 branco bispo · g1 branco cavalo · h1 branco torre | a8 preto torre · b8 preto cavalo · c8 preto bispo · d8 preto rainha · e8 preto rei · f8 preto bispo · h8 preto torre · a7 preto peão · b7 preto peão · c7 preto peão · f7 preto peão · g7 preto peão · h7 preto peão · e6 preto peão · f6 preto cavalo · d5 preto peão · c4 branco peão · d4 branco peão · c3 branco cavalo · a2 branco peão · b2 branco peão · e2 branco peão · f2 branco peão · g2 branco peão · h2 branco peão · a1 branco torre · c1 branco bispo · d1 branco rainha · e1 branco rei · f1 branco bispo · g1 branco cavalo · h1 branco torre | 6 |
| 5 | a8 preto torre · b8 preto cavalo · c8 preto bispo · d8 preto rainha · e8 preto rei · f8 preto bispo · h8 preto torre · a7 preto peão · b7 preto peão · c7 preto peão · f7 preto peão · g7 preto peão · h7 preto peão · e6 preto peão · f6 preto cavalo · d5 preto peão · c4 branco peão · d4 branco peão · c3 branco cavalo · a2 branco peão · b2 branco peão · e2 branco peão · f2 branco peão · g2 branco peão · h2 branco peão · a1 branco torre · c1 branco bispo · d1 branco rainha · e1 branco rei · f1 branco bispo · g1 branco cavalo · h1 branco torre | a8 preto torre · b8 preto cavalo · c8 preto bispo · d8 preto rainha · e8 preto rei · f8 preto bispo · h8 preto torre · a7 preto peão · b7 preto peão · c7 preto peão · f7 preto peão · g7 preto peão · h7 preto peão · e6 preto peão · f6 preto cavalo · d5 preto peão · c4 branco peão · d4 branco peão · c3 branco cavalo · a2 branco peão · b2 branco peão · e2 branco peão · f2 branco peão · g2 branco peão · h2 branco peão · a1 branco torre · c1 branco bispo · d1 branco rainha · e1 branco rei · f1 branco bispo · g1 branco cavalo · h1 branco torre | a8 preto torre · b8 preto cavalo · c8 preto bispo · d8 preto rainha · e8 preto rei · f8 preto bispo · h8 preto torre · a7 preto peão · b7 preto peão · c7 preto peão · f7 preto peão · g7 preto peão · h7 preto peão · e6 preto peão · f6 preto cavalo · d5 preto peão · c4 branco peão · d4 branco peão · c3 branco cavalo · a2 branco peão · b2 branco peão · e2 branco peão · f2 branco peão · g2 branco peão · h2 branco peão · a1 branco torre · c1 branco bispo · d1 branco rainha · e1 branco rei · f1 branco bispo · g1 branco cavalo · h1 branco torre | a8 preto torre · b8 preto cavalo · c8 preto bispo · d8 preto rainha · e8 preto rei · f8 preto bispo · h8 preto torre · a7 preto peão · b7 preto peão · c7 preto peão · f7 preto peão · g7 preto peão · h7 preto peão · e6 preto peão · f6 preto cavalo · d5 preto peão · c4 branco peão · d4 branco peão · c3 branco cavalo · a2 branco peão · b2 branco peão · e2 branco peão · f2 branco peão · g2 branco peão · h2 branco peão · a1 branco torre · c1 branco bispo · d1 branco rainha · e1 branco rei · f1 branco bispo · g1 branco cavalo · h1 branco torre | a8 preto torre · b8 preto cavalo · c8 preto bispo · d8 preto rainha · e8 preto rei · f8 preto bispo · h8 preto torre · a7 preto peão · b7 preto peão · c7 preto peão · f7 preto peão · g7 preto peão · h7 preto peão · e6 preto peão · f6 preto cavalo · d5 preto peão · c4 branco peão · d4 branco peão · c3 branco cavalo · a2 branco peão · b2 branco peão · e2 branco peão · f2 branco peão · g2 branco peão · h2 branco peão · a1 branco torre · c1 branco bispo · d1 branco rainha · e1 branco rei · f1 branco bispo · g1 branco cavalo · h1 branco torre | a8 preto torre · b8 preto cavalo · c8 preto bispo · d8 preto rainha · e8 preto rei · f8 preto bispo · h8 preto torre · a7 preto peão · b7 preto peão · c7 preto peão · f7 preto peão · g7 preto peão · h7 preto peão · e6 preto peão · f6 preto cavalo · d5 preto peão · c4 branco peão · d4 branco peão · c3 branco cavalo · a2 branco peão · b2 branco peão · e2 branco peão · f2 branco peão · g2 branco peão · h2 branco peão · a1 branco torre · c1 branco bispo · d1 branco rainha · e1 branco rei · f1 branco bispo · g1 branco cavalo · h1 branco torre | a8 preto torre · b8 preto cavalo · c8 preto bispo · d8 preto rainha · e8 preto rei · f8 preto bispo · h8 preto torre · a7 preto peão · b7 preto peão · c7 preto peão · f7 preto peão · g7 preto peão · h7 preto peão · e6 preto peão · f6 preto cavalo · d5 preto peão · c4 branco peão · d4 branco peão · c3 branco cavalo · a2 branco peão · b2 branco peão · e2 branco peão · f2 branco peão · g2 branco peão · h2 branco peão · a1 branco torre · c1 branco bispo · d1 branco rainha · e1 branco rei · f1 branco bispo · g1 branco cavalo · h1 branco torre | a8 preto torre · b8 preto cavalo · c8 preto bispo · d8 preto rainha · e8 preto rei · f8 preto bispo · h8 preto torre · a7 preto peão · b7 preto peão · c7 preto peão · f7 preto peão · g7 preto peão · h7 preto peão · e6 preto peão · f6 preto cavalo · d5 preto peão · c4 branco peão · d4 branco peão · c3 branco cavalo · a2 branco peão · b2 branco peão · e2 branco peão · f2 branco peão · g2 branco peão · h2 branco peão · a1 branco torre · c1 branco bispo · d1 branco rainha · e1 branco rei · f1 branco bispo · g1 branco cavalo · h1 branco torre | 5 |
| 4 | a8 preto torre · b8 preto cavalo · c8 preto bispo · d8 preto rainha · e8 preto rei · f8 preto bispo · h8 preto torre · a7 preto peão · b7 preto peão · c7 preto peão · f7 preto peão · g7 preto peão · h7 preto peão · e6 preto peão · f6 preto cavalo · d5 preto peão · c4 branco peão · d4 branco peão · c3 branco cavalo · a2 branco peão · b2 branco peão · e2 branco peão · f2 branco peão · g2 branco peão · h2 branco peão · a1 branco torre · c1 branco bispo · d1 branco rainha · e1 branco rei · f1 branco bispo · g1 branco cavalo · h1 branco torre | a8 preto torre · b8 preto cavalo · c8 preto bispo · d8 preto rainha · e8 preto rei · f8 preto bispo · h8 preto torre · a7 preto peão · b7 preto peão · c7 preto peão · f7 preto peão · g7 preto peão · h7 preto peão · e6 preto peão · f6 preto cavalo · d5 preto peão · c4 branco peão · d4 branco peão · c3 branco cavalo · a2 branco peão · b2 branco peão · e2 branco peão · f2 branco peão · g2 branco peão · h2 branco peão · a1 branco torre · c1 branco bispo · d1 branco rainha · e1 branco rei · f1 branco bispo · g1 branco cavalo · h1 branco torre | a8 preto torre · b8 preto cavalo · c8 preto bispo · d8 preto rainha · e8 preto rei · f8 preto bispo · h8 preto torre · a7 preto peão · b7 preto peão · c7 preto peão · f7 preto peão · g7 preto peão · h7 preto peão · e6 preto peão · f6 preto cavalo · d5 preto peão · c4 branco peão · d4 branco peão · c3 branco cavalo · a2 branco peão · b2 branco peão · e2 branco peão · f2 branco peão · g2 branco peão · h2 branco peão · a1 branco torre · c1 branco bispo · d1 branco rainha · e1 branco rei · f1 branco bispo · g1 branco cavalo · h1 branco torre | a8 preto torre · b8 preto cavalo · c8 preto bispo · d8 preto rainha · e8 preto rei · f8 preto bispo · h8 preto torre · a7 preto peão · b7 preto peão · c7 preto peão · f7 preto peão · g7 preto peão · h7 preto peão · e6 preto peão · f6 preto cavalo · d5 preto peão · c4 branco peão · d4 branco peão · c3 branco cavalo · a2 branco peão · b2 branco peão · e2 branco peão · f2 branco peão · g2 branco peão · h2 branco peão · a1 branco torre · c1 branco bispo · d1 branco rainha · e1 branco rei · f1 branco bispo · g1 branco cavalo · h1 branco torre | a8 preto torre · b8 preto cavalo · c8 preto bispo · d8 preto rainha · e8 preto rei · f8 preto bispo · h8 preto torre · a7 preto peão · b7 preto peão · c7 preto peão · f7 preto peão · g7 preto peão · h7 preto peão · e6 preto peão · f6 preto cavalo · d5 preto peão · c4 branco peão · d4 branco peão · c3 branco cavalo · a2 branco peão · b2 branco peão · e2 branco peão · f2 branco peão · g2 branco peão · h2 branco peão · a1 branco torre · c1 branco bispo · d1 branco rainha · e1 branco rei · f1 branco bispo · g1 branco cavalo · h1 branco torre | a8 preto torre · b8 preto cavalo · c8 preto bispo · d8 preto rainha · e8 preto rei · f8 preto bispo · h8 preto torre · a7 preto peão · b7 preto peão · c7 preto peão · f7 preto peão · g7 preto peão · h7 preto peão · e6 preto peão · f6 preto cavalo · d5 preto peão · c4 branco peão · d4 branco peão · c3 branco cavalo · a2 branco peão · b2 branco peão · e2 branco peão · f2 branco peão · g2 branco peão · h2 branco peão · a1 branco torre · c1 branco bispo · d1 branco rainha · e1 branco rei · f1 branco bispo · g1 branco cavalo · h1 branco torre | a8 preto torre · b8 preto cavalo · c8 preto bispo · d8 preto rainha · e8 preto rei · f8 preto bispo · h8 preto torre · a7 preto peão · b7 preto peão · c7 preto peão · f7 preto peão · g7 preto peão · h7 preto peão · e6 preto peão · f6 preto cavalo · d5 preto peão · c4 branco peão · d4 branco peão · c3 branco cavalo · a2 branco peão · b2 branco peão · e2 branco peão · f2 branco peão · g2 branco peão · h2 branco peão · a1 branco torre · c1 branco bispo · d1 branco rainha · e1 branco rei · f1 branco bispo · g1 branco cavalo · h1 branco torre | a8 preto torre · b8 preto cavalo · c8 preto bispo · d8 preto rainha · e8 preto rei · f8 preto bispo · h8 preto torre · a7 preto peão · b7 preto peão · c7 preto peão · f7 preto peão · g7 preto peão · h7 preto peão · e6 preto peão · f6 preto cavalo · d5 preto peão · c4 branco peão · d4 branco peão · c3 branco cavalo · a2 branco peão · b2 branco peão · e2 branco peão · f2 branco peão · g2 branco peão · h2 branco peão · a1 branco torre · c1 branco bispo · d1 branco rainha · e1 branco rei · f1 branco bispo · g1 branco cavalo · h1 branco torre | 4 |
| 3 | a8 preto torre · b8 preto cavalo · c8 preto bispo · d8 preto rainha · e8 preto rei · f8 preto bispo · h8 preto torre · a7 preto peão · b7 preto peão · c7 preto peão · f7 preto peão · g7 preto peão · h7 preto peão · e6 preto peão · f6 preto cavalo · d5 preto peão · c4 branco peão · d4 branco peão · c3 branco cavalo · a2 branco peão · b2 branco peão · e2 branco peão · f2 branco peão · g2 branco peão · h2 branco peão · a1 branco torre · c1 branco bispo · d1 branco rainha · e1 branco rei · f1 branco bispo · g1 branco cavalo · h1 branco torre | a8 preto torre · b8 preto cavalo · c8 preto bispo · d8 preto rainha · e8 preto rei · f8 preto bispo · h8 preto torre · a7 preto peão · b7 preto peão · c7 preto peão · f7 preto peão · g7 preto peão · h7 preto peão · e6 preto peão · f6 preto cavalo · d5 preto peão · c4 branco peão · d4 branco peão · c3 branco cavalo · a2 branco peão · b2 branco peão · e2 branco peão · f2 branco peão · g2 branco peão · h2 branco peão · a1 branco torre · c1 branco bispo · d1 branco rainha · e1 branco rei · f1 branco bispo · g1 branco cavalo · h1 branco torre | a8 preto torre · b8 preto cavalo · c8 preto bispo · d8 preto rainha · e8 preto rei · f8 preto bispo · h8 preto torre · a7 preto peão · b7 preto peão · c7 preto peão · f7 preto peão · g7 preto peão · h7 preto peão · e6 preto peão · f6 preto cavalo · d5 preto peão · c4 branco peão · d4 branco peão · c3 branco cavalo · a2 branco peão · b2 branco peão · e2 branco peão · f2 branco peão · g2 branco peão · h2 branco peão · a1 branco torre · c1 branco bispo · d1 branco rainha · e1 branco rei · f1 branco bispo · g1 branco cavalo · h1 branco torre | a8 preto torre · b8 preto cavalo · c8 preto bispo · d8 preto rainha · e8 preto rei · f8 preto bispo · h8 preto torre · a7 preto peão · b7 preto peão · c7 preto peão · f7 preto peão · g7 preto peão · h7 preto peão · e6 preto peão · f6 preto cavalo · d5 preto peão · c4 branco peão · d4 branco peão · c3 branco cavalo · a2 branco peão · b2 branco peão · e2 branco peão · f2 branco peão · g2 branco peão · h2 branco peão · a1 branco torre · c1 branco bispo · d1 branco rainha · e1 branco rei · f1 branco bispo · g1 branco cavalo · h1 branco torre | a8 preto torre · b8 preto cavalo · c8 preto bispo · d8 preto rainha · e8 preto rei · f8 preto bispo · h8 preto torre · a7 preto peão · b7 preto peão · c7 preto peão · f7 preto peão · g7 preto peão · h7 preto peão · e6 preto peão · f6 preto cavalo · d5 preto peão · c4 branco peão · d4 branco peão · c3 branco cavalo · a2 branco peão · b2 branco peão · e2 branco peão · f2 branco peão · g2 branco peão · h2 branco peão · a1 branco torre · c1 branco bispo · d1 branco rainha · e1 branco rei · f1 branco bispo · g1 branco cavalo · h1 branco torre | a8 preto torre · b8 preto cavalo · c8 preto bispo · d8 preto rainha · e8 preto rei · f8 preto bispo · h8 preto torre · a7 preto peão · b7 preto peão · c7 preto peão · f7 preto peão · g7 preto peão · h7 preto peão · e6 preto peão · f6 preto cavalo · d5 preto peão · c4 branco peão · d4 branco peão · c3 branco cavalo · a2 branco peão · b2 branco peão · e2 branco peão · f2 branco peão · g2 branco peão · h2 branco peão · a1 branco torre · c1 branco bispo · d1 branco rainha · e1 branco rei · f1 branco bispo · g1 branco cavalo · h1 branco torre | a8 preto torre · b8 preto cavalo · c8 preto bispo · d8 preto rainha · e8 preto rei · f8 preto bispo · h8 preto torre · a7 preto peão · b7 preto peão · c7 preto peão · f7 preto peão · g7 preto peão · h7 preto peão · e6 preto peão · f6 preto cavalo · d5 preto peão · c4 branco peão · d4 branco peão · c3 branco cavalo · a2 branco peão · b2 branco peão · e2 branco peão · f2 branco peão · g2 branco peão · h2 branco peão · a1 branco torre · c1 branco bispo · d1 branco rainha · e1 branco rei · f1 branco bispo · g1 branco cavalo · h1 branco torre | a8 preto torre · b8 preto cavalo · c8 preto bispo · d8 preto rainha · e8 preto rei · f8 preto bispo · h8 preto torre · a7 preto peão · b7 preto peão · c7 preto peão · f7 preto peão · g7 preto peão · h7 preto peão · e6 preto peão · f6 preto cavalo · d5 preto peão · c4 branco peão · d4 branco peão · c3 branco cavalo · a2 branco peão · b2 branco peão · e2 branco peão · f2 branco peão · g2 branco peão · h2 branco peão · a1 branco torre · c1 branco bispo · d1 branco rainha · e1 branco rei · f1 branco bispo · g1 branco cavalo · h1 branco torre | 3 |
| 2 | a8 preto torre · b8 preto cavalo · c8 preto bispo · d8 preto rainha · e8 preto rei · f8 preto bispo · h8 preto torre · a7 preto peão · b7 preto peão · c7 preto peão · f7 preto peão · g7 preto peão · h7 preto peão · e6 preto peão · f6 preto cavalo · d5 preto peão · c4 branco peão · d4 branco peão · c3 branco cavalo · a2 branco peão · b2 branco peão · e2 branco peão · f2 branco peão · g2 branco peão · h2 branco peão · a1 branco torre · c1 branco bispo · d1 branco rainha · e1 branco rei · f1 branco bispo · g1 branco cavalo · h1 branco torre | a8 preto torre · b8 preto cavalo · c8 preto bispo · d8 preto rainha · e8 preto rei · f8 preto bispo · h8 preto torre · a7 preto peão · b7 preto peão · c7 preto peão · f7 preto peão · g7 preto peão · h7 preto peão · e6 preto peão · f6 preto cavalo · d5 preto peão · c4 branco peão · d4 branco peão · c3 branco cavalo · a2 branco peão · b2 branco peão · e2 branco peão · f2 branco peão · g2 branco peão · h2 branco peão · a1 branco torre · c1 branco bispo · d1 branco rainha · e1 branco rei · f1 branco bispo · g1 branco cavalo · h1 branco torre | a8 preto torre · b8 preto cavalo · c8 preto bispo · d8 preto rainha · e8 preto rei · f8 preto bispo · h8 preto torre · a7 preto peão · b7 preto peão · c7 preto peão · f7 preto peão · g7 preto peão · h7 preto peão · e6 preto peão · f6 preto cavalo · d5 preto peão · c4 branco peão · d4 branco peão · c3 branco cavalo · a2 branco peão · b2 branco peão · e2 branco peão · f2 branco peão · g2 branco peão · h2 branco peão · a1 branco torre · c1 branco bispo · d1 branco rainha · e1 branco rei · f1 branco bispo · g1 branco cavalo · h1 branco torre | a8 preto torre · b8 preto cavalo · c8 preto bispo · d8 preto rainha · e8 preto rei · f8 preto bispo · h8 preto torre · a7 preto peão · b7 preto peão · c7 preto peão · f7 preto peão · g7 preto peão · h7 preto peão · e6 preto peão · f6 preto cavalo · d5 preto peão · c4 branco peão · d4 branco peão · c3 branco cavalo · a2 branco peão · b2 branco peão · e2 branco peão · f2 branco peão · g2 branco peão · h2 branco peão · a1 branco torre · c1 branco bispo · d1 branco rainha · e1 branco rei · f1 branco bispo · g1 branco cavalo · h1 branco torre | a8 preto torre · b8 preto cavalo · c8 preto bispo · d8 preto rainha · e8 preto rei · f8 preto bispo · h8 preto torre · a7 preto peão · b7 preto peão · c7 preto peão · f7 preto peão · g7 preto peão · h7 preto peão · e6 preto peão · f6 preto cavalo · d5 preto peão · c4 branco peão · d4 branco peão · c3 branco cavalo · a2 branco peão · b2 branco peão · e2 branco peão · f2 branco peão · g2 branco peão · h2 branco peão · a1 branco torre · c1 branco bispo · d1 branco rainha · e1 branco rei · f1 branco bispo · g1 branco cavalo · h1 branco torre | a8 preto torre · b8 preto cavalo · c8 preto bispo · d8 preto rainha · e8 preto rei · f8 preto bispo · h8 preto torre · a7 preto peão · b7 preto peão · c7 preto peão · f7 preto peão · g7 preto peão · h7 preto peão · e6 preto peão · f6 preto cavalo · d5 preto peão · c4 branco peão · d4 branco peão · c3 branco cavalo · a2 branco peão · b2 branco peão · e2 branco peão · f2 branco peão · g2 branco peão · h2 branco peão · a1 branco torre · c1 branco bispo · d1 branco rainha · e1 branco rei · f1 branco bispo · g1 branco cavalo · h1 branco torre | a8 preto torre · b8 preto cavalo · c8 preto bispo · d8 preto rainha · e8 preto rei · f8 preto bispo · h8 preto torre · a7 preto peão · b7 preto peão · c7 preto peão · f7 preto peão · g7 preto peão · h7 preto peão · e6 preto peão · f6 preto cavalo · d5 preto peão · c4 branco peão · d4 branco peão · c3 branco cavalo · a2 branco peão · b2 branco peão · e2 branco peão · f2 branco peão · g2 branco peão · h2 branco peão · a1 branco torre · c1 branco bispo · d1 branco rainha · e1 branco rei · f1 branco bispo · g1 branco cavalo · h1 branco torre | a8 preto torre · b8 preto cavalo · c8 preto bispo · d8 preto rainha · e8 preto rei · f8 preto bispo · h8 preto torre · a7 preto peão · b7 preto peão · c7 preto peão · f7 preto peão · g7 preto peão · h7 preto peão · e6 preto peão · f6 preto cavalo · d5 preto peão · c4 branco peão · d4 branco peão · c3 branco cavalo · a2 branco peão · b2 branco peão · e2 branco peão · f2 branco peão · g2 branco peão · h2 branco peão · a1 branco torre · c1 branco bispo · d1 branco rainha · e1 branco rei · f1 branco bispo · g1 branco cavalo · h1 branco torre | 2 |
| 1 | a8 preto torre · b8 preto cavalo · c8 preto bispo · d8 preto rainha · e8 preto rei · f8 preto bispo · h8 preto torre · a7 preto peão · b7 preto peão · c7 preto peão · f7 preto peão · g7 preto peão · h7 preto peão · e6 preto peão · f6 preto cavalo · d5 preto peão · c4 branco peão · d4 branco peão · c3 branco cavalo · a2 branco peão · b2 branco peão · e2 branco peão · f2 branco peão · g2 branco peão · h2 branco peão · a1 branco torre · c1 branco bispo · d1 branco rainha · e1 branco rei · f1 branco bispo · g1 branco cavalo · h1 branco torre | a8 preto torre · b8 preto cavalo · c8 preto bispo · d8 preto rainha · e8 preto rei · f8 preto bispo · h8 preto torre · a7 preto peão · b7 preto peão · c7 preto peão · f7 preto peão · g7 preto peão · h7 preto peão · e6 preto peão · f6 preto cavalo · d5 preto peão · c4 branco peão · d4 branco peão · c3 branco cavalo · a2 branco peão · b2 branco peão · e2 branco peão · f2 branco peão · g2 branco peão · h2 branco peão · a1 branco torre · c1 branco bispo · d1 branco rainha · e1 branco rei · f1 branco bispo · g1 branco cavalo · h1 branco torre | a8 preto torre · b8 preto cavalo · c8 preto bispo · d8 preto rainha · e8 preto rei · f8 preto bispo · h8 preto torre · a7 preto peão · b7 preto peão · c7 preto peão · f7 preto peão · g7 preto peão · h7 preto peão · e6 preto peão · f6 preto cavalo · d5 preto peão · c4 branco peão · d4 branco peão · c3 branco cavalo · a2 branco peão · b2 branco peão · e2 branco peão · f2 branco peão · g2 branco peão · h2 branco peão · a1 branco torre · c1 branco bispo · d1 branco rainha · e1 branco rei · f1 branco bispo · g1 branco cavalo · h1 branco torre | a8 preto torre · b8 preto cavalo · c8 preto bispo · d8 preto rainha · e8 preto rei · f8 preto bispo · h8 preto torre · a7 preto peão · b7 preto peão · c7 preto peão · f7 preto peão · g7 preto peão · h7 preto peão · e6 preto peão · f6 preto cavalo · d5 preto peão · c4 branco peão · d4 branco peão · c3 branco cavalo · a2 branco peão · b2 branco peão · e2 branco peão · f2 branco peão · g2 branco peão · h2 branco peão · a1 branco torre · c1 branco bispo · d1 branco rainha · e1 branco rei · f1 branco bispo · g1 branco cavalo · h1 branco torre | a8 preto torre · b8 preto cavalo · c8 preto bispo · d8 preto rainha · e8 preto rei · f8 preto bispo · h8 preto torre · a7 preto peão · b7 preto peão · c7 preto peão · f7 preto peão · g7 preto peão · h7 preto peão · e6 preto peão · f6 preto cavalo · d5 preto peão · c4 branco peão · d4 branco peão · c3 branco cavalo · a2 branco peão · b2 branco peão · e2 branco peão · f2 branco peão · g2 branco peão · h2 branco peão · a1 branco torre · c1 branco bispo · d1 branco rainha · e1 branco rei · f1 branco bispo · g1 branco cavalo · h1 branco torre | a8 preto torre · b8 preto cavalo · c8 preto bispo · d8 preto rainha · e8 preto rei · f8 preto bispo · h8 preto torre · a7 preto peão · b7 preto peão · c7 preto peão · f7 preto peão · g7 preto peão · h7 preto peão · e6 preto peão · f6 preto cavalo · d5 preto peão · c4 branco peão · d4 branco peão · c3 branco cavalo · a2 branco peão · b2 branco peão · e2 branco peão · f2 branco peão · g2 branco peão · h2 branco peão · a1 branco torre · c1 branco bispo · d1 branco rainha · e1 branco rei · f1 branco bispo · g1 branco cavalo · h1 branco torre | a8 preto torre · b8 preto cavalo · c8 preto bispo · d8 preto rainha · e8 preto rei · f8 preto bispo · h8 preto torre · a7 preto peão · b7 preto peão · c7 preto peão · f7 preto peão · g7 preto peão · h7 preto peão · e6 preto peão · f6 preto cavalo · d5 preto peão · c4 branco peão · d4 branco peão · c3 branco cavalo · a2 branco peão · b2 branco peão · e2 branco peão · f2 branco peão · g2 branco peão · h2 branco peão · a1 branco torre · c1 branco bispo · d1 branco rainha · e1 branco rei · f1 branco bispo · g1 branco cavalo · h1 branco torre | a8 preto torre · b8 preto cavalo · c8 preto bispo · d8 preto rainha · e8 preto rei · f8 preto bispo · h8 preto torre · a7 preto peão · b7 preto peão · c7 preto peão · f7 preto peão · g7 preto peão · h7 preto peão · e6 preto peão · f6 preto cavalo · d5 preto peão · c4 branco peão · d4 branco peão · c3 branco cavalo · a2 branco peão · b2 branco peão · e2 branco peão · f2 branco peão · g2 branco peão · h2 branco peão · a1 branco torre · c1 branco bispo · d1 branco rainha · e1 branco rei · f1 branco bispo · g1 branco cavalo · h1 branco torre | 1 |
|   | a | b | c | d | e | f | g | h |   |

Por exemplo, a posição do diagrama 1 pode ser obtida pelo Gambito da Dama, com os lances:
- 1. d4 d5
- 2. c4 e6
- 3. Cc3 Cf6

A mesma posição pode também ser alcançada com a Abertura Inglesa, com os seguintes movimentos:
- 1. c4 Cf6
- 2. Cc3 e6
- 3. d4 d5

## Exemplo - Posição 2
|   | a | b | c | d | e | f | g | h |   |
| 8 | a8 preto torre · b8 preto cavalo · c8 preto bispo · d8 preto rainha · e8 preto rei · f8 preto bispo · h8 preto torre · a7 preto peão · b7 preto peão · c7 preto peão · f7 preto peão · g7 preto peão · h7 preto peão · f6 preto cavalo · d5 preto peão · d4 branco peão · f3 branco cavalo · a2 branco peão · b2 branco peão · c2 branco peão · f2 branco peão · g2 branco peão · h2 branco peão · a1 branco torre · b1 branco cavalo · c1 branco bispo · d1 branco rainha · e1 branco rei · f1 branco bispo · h1 branco torre | a8 preto torre · b8 preto cavalo · c8 preto bispo · d8 preto rainha · e8 preto rei · f8 preto bispo · h8 preto torre · a7 preto peão · b7 preto peão · c7 preto peão · f7 preto peão · g7 preto peão · h7 preto peão · f6 preto cavalo · d5 preto peão · d4 branco peão · f3 branco cavalo · a2 branco peão · b2 branco peão · c2 branco peão · f2 branco peão · g2 branco peão · h2 branco peão · a1 branco torre · b1 branco cavalo · c1 branco bispo · d1 branco rainha · e1 branco rei · f1 branco bispo · h1 branco torre | a8 preto torre · b8 preto cavalo · c8 preto bispo · d8 preto rainha · e8 preto rei · f8 preto bispo · h8 preto torre · a7 preto peão · b7 preto peão · c7 preto peão · f7 preto peão · g7 preto peão · h7 preto peão · f6 preto cavalo · d5 preto peão · d4 branco peão · f3 branco cavalo · a2 branco peão · b2 branco peão · c2 branco peão · f2 branco peão · g2 branco peão · h2 branco peão · a1 branco torre · b1 branco cavalo · c1 branco bispo · d1 branco rainha · e1 branco rei · f1 branco bispo · h1 branco torre | a8 preto torre · b8 preto cavalo · c8 preto bispo · d8 preto rainha · e8 preto rei · f8 preto bispo · h8 preto torre · a7 preto peão · b7 preto peão · c7 preto peão · f7 preto peão · g7 preto peão · h7 preto peão · f6 preto cavalo · d5 preto peão · d4 branco peão · f3 branco cavalo · a2 branco peão · b2 branco peão · c2 branco peão · f2 branco peão · g2 branco peão · h2 branco peão · a1 branco torre · b1 branco cavalo · c1 branco bispo · d1 branco rainha · e1 branco rei · f1 branco bispo · h1 branco torre | a8 preto torre · b8 preto cavalo · c8 preto bispo · d8 preto rainha · e8 preto rei · f8 preto bispo · h8 preto torre · a7 preto peão · b7 preto peão · c7 preto peão · f7 preto peão · g7 preto peão · h7 preto peão · f6 preto cavalo · d5 preto peão · d4 branco peão · f3 branco cavalo · a2 branco peão · b2 branco peão · c2 branco peão · f2 branco peão · g2 branco peão · h2 branco peão · a1 branco torre · b1 branco cavalo · c1 branco bispo · d1 branco rainha · e1 branco rei · f1 branco bispo · h1 branco torre | a8 preto torre · b8 preto cavalo · c8 preto bispo · d8 preto rainha · e8 preto rei · f8 preto bispo · h8 preto torre · a7 preto peão · b7 preto peão · c7 preto peão · f7 preto peão · g7 preto peão · h7 preto peão · f6 preto cavalo · d5 preto peão · d4 branco peão · f3 branco cavalo · a2 branco peão · b2 branco peão · c2 branco peão · f2 branco peão · g2 branco peão · h2 branco peão · a1 branco torre · b1 branco cavalo · c1 branco bispo · d1 branco rainha · e1 branco rei · f1 branco bispo · h1 branco torre | a8 preto torre · b8 preto cavalo · c8 preto bispo · d8 preto rainha · e8 preto rei · f8 preto bispo · h8 preto torre · a7 preto peão · b7 preto peão · c7 preto peão · f7 preto peão · g7 preto peão · h7 preto peão · f6 preto cavalo · d5 preto peão · d4 branco peão · f3 branco cavalo · a2 branco peão · b2 branco peão · c2 branco peão · f2 branco peão · g2 branco peão · h2 branco peão · a1 branco torre · b1 branco cavalo · c1 branco bispo · d1 branco rainha · e1 branco rei · f1 branco bispo · h1 branco torre | a8 preto torre · b8 preto cavalo · c8 preto bispo · d8 preto rainha · e8 preto rei · f8 preto bispo · h8 preto torre · a7 preto peão · b7 preto peão · c7 preto peão · f7 preto peão · g7 preto peão · h7 preto peão · f6 preto cavalo · d5 preto peão · d4 branco peão · f3 branco cavalo · a2 branco peão · b2 branco peão · c2 branco peão · f2 branco peão · g2 branco peão · h2 branco peão · a1 branco torre · b1 branco cavalo · c1 branco bispo · d1 branco rainha · e1 branco rei · f1 branco bispo · h1 branco torre | 8 |
| 7 | a8 preto torre · b8 preto cavalo · c8 preto bispo · d8 preto rainha · e8 preto rei · f8 preto bispo · h8 preto torre · a7 preto peão · b7 preto peão · c7 preto peão · f7 preto peão · g7 preto peão · h7 preto peão · f6 preto cavalo · d5 preto peão · d4 branco peão · f3 branco cavalo · a2 branco peão · b2 branco peão · c2 branco peão · f2 branco peão · g2 branco peão · h2 branco peão · a1 branco torre · b1 branco cavalo · c1 branco bispo · d1 branco rainha · e1 branco rei · f1 branco bispo · h1 branco torre | a8 preto torre · b8 preto cavalo · c8 preto bispo · d8 preto rainha · e8 preto rei · f8 preto bispo · h8 preto torre · a7 preto peão · b7 preto peão · c7 preto peão · f7 preto peão · g7 preto peão · h7 preto peão · f6 preto cavalo · d5 preto peão · d4 branco peão · f3 branco cavalo · a2 branco peão · b2 branco peão · c2 branco peão · f2 branco peão · g2 branco peão · h2 branco peão · a1 branco torre · b1 branco cavalo · c1 branco bispo · d1 branco rainha · e1 branco rei · f1 branco bispo · h1 branco torre | a8 preto torre · b8 preto cavalo · c8 preto bispo · d8 preto rainha · e8 preto rei · f8 preto bispo · h8 preto torre · a7 preto peão · b7 preto peão · c7 preto peão · f7 preto peão · g7 preto peão · h7 preto peão · f6 preto cavalo · d5 preto peão · d4 branco peão · f3 branco cavalo · a2 branco peão · b2 branco peão · c2 branco peão · f2 branco peão · g2 branco peão · h2 branco peão · a1 branco torre · b1 branco cavalo · c1 branco bispo · d1 branco rainha · e1 branco rei · f1 branco bispo · h1 branco torre | a8 preto torre · b8 preto cavalo · c8 preto bispo · d8 preto rainha · e8 preto rei · f8 preto bispo · h8 preto torre · a7 preto peão · b7 preto peão · c7 preto peão · f7 preto peão · g7 preto peão · h7 preto peão · f6 preto cavalo · d5 preto peão · d4 branco peão · f3 branco cavalo · a2 branco peão · b2 branco peão · c2 branco peão · f2 branco peão · g2 branco peão · h2 branco peão · a1 branco torre · b1 branco cavalo · c1 branco bispo · d1 branco rainha · e1 branco rei · f1 branco bispo · h1 branco torre | a8 preto torre · b8 preto cavalo · c8 preto bispo · d8 preto rainha · e8 preto rei · f8 preto bispo · h8 preto torre · a7 preto peão · b7 preto peão · c7 preto peão · f7 preto peão · g7 preto peão · h7 preto peão · f6 preto cavalo · d5 preto peão · d4 branco peão · f3 branco cavalo · a2 branco peão · b2 branco peão · c2 branco peão · f2 branco peão · g2 branco peão · h2 branco peão · a1 branco torre · b1 branco cavalo · c1 branco bispo · d1 branco rainha · e1 branco rei · f1 branco bispo · h1 branco torre | a8 preto torre · b8 preto cavalo · c8 preto bispo · d8 preto rainha · e8 preto rei · f8 preto bispo · h8 preto torre · a7 preto peão · b7 preto peão · c7 preto peão · f7 preto peão · g7 preto peão · h7 preto peão · f6 preto cavalo · d5 preto peão · d4 branco peão · f3 branco cavalo · a2 branco peão · b2 branco peão · c2 branco peão · f2 branco peão · g2 branco peão · h2 branco peão · a1 branco torre · b1 branco cavalo · c1 branco bispo · d1 branco rainha · e1 branco rei · f1 branco bispo · h1 branco torre | a8 preto torre · b8 preto cavalo · c8 preto bispo · d8 preto rainha · e8 preto rei · f8 preto bispo · h8 preto torre · a7 preto peão · b7 preto peão · c7 preto peão · f7 preto peão · g7 preto peão · h7 preto peão · f6 preto cavalo · d5 preto peão · d4 branco peão · f3 branco cavalo · a2 branco peão · b2 branco peão · c2 branco peão · f2 branco peão · g2 branco peão · h2 branco peão · a1 branco torre · b1 branco cavalo · c1 branco bispo · d1 branco rainha · e1 branco rei · f1 branco bispo · h1 branco torre | a8 preto torre · b8 preto cavalo · c8 preto bispo · d8 preto rainha · e8 preto rei · f8 preto bispo · h8 preto torre · a7 preto peão · b7 preto peão · c7 preto peão · f7 preto peão · g7 preto peão · h7 preto peão · f6 preto cavalo · d5 preto peão · d4 branco peão · f3 branco cavalo · a2 branco peão · b2 branco peão · c2 branco peão · f2 branco peão · g2 branco peão · h2 branco peão · a1 branco torre · b1 branco cavalo · c1 branco bispo · d1 branco rainha · e1 branco rei · f1 branco bispo · h1 branco torre | 7 |
| 6 | a8 preto torre · b8 preto cavalo · c8 preto bispo · d8 preto rainha · e8 preto rei · f8 preto bispo · h8 preto torre · a7 preto peão · b7 preto peão · c7 preto peão · f7 preto peão · g7 preto peão · h7 preto peão · f6 preto cavalo · d5 preto peão · d4 branco peão · f3 branco cavalo · a2 branco peão · b2 branco peão · c2 branco peão · f2 branco peão · g2 branco peão · h2 branco peão · a1 branco torre · b1 branco cavalo · c1 branco bispo · d1 branco rainha · e1 branco rei · f1 branco bispo · h1 branco torre | a8 preto torre · b8 preto cavalo · c8 preto bispo · d8 preto rainha · e8 preto rei · f8 preto bispo · h8 preto torre · a7 preto peão · b7 preto peão · c7 preto peão · f7 preto peão · g7 preto peão · h7 preto peão · f6 preto cavalo · d5 preto peão · d4 branco peão · f3 branco cavalo · a2 branco peão · b2 branco peão · c2 branco peão · f2 branco peão · g2 branco peão · h2 branco peão · a1 branco torre · b1 branco cavalo · c1 branco bispo · d1 branco rainha · e1 branco rei · f1 branco bispo · h1 branco torre | a8 preto torre · b8 preto cavalo · c8 preto bispo · d8 preto rainha · e8 preto rei · f8 preto bispo · h8 preto torre · a7 preto peão · b7 preto peão · c7 preto peão · f7 preto peão · g7 preto peão · h7 preto peão · f6 preto cavalo · d5 preto peão · d4 branco peão · f3 branco cavalo · a2 branco peão · b2 branco peão · c2 branco peão · f2 branco peão · g2 branco peão · h2 branco peão · a1 branco torre · b1 branco cavalo · c1 branco bispo · d1 branco rainha · e1 branco rei · f1 branco bispo · h1 branco torre | a8 preto torre · b8 preto cavalo · c8 preto bispo · d8 preto rainha · e8 preto rei · f8 preto bispo · h8 preto torre · a7 preto peão · b7 preto peão · c7 preto peão · f7 preto peão · g7 preto peão · h7 preto peão · f6 preto cavalo · d5 preto peão · d4 branco peão · f3 branco cavalo · a2 branco peão · b2 branco peão · c2 branco peão · f2 branco peão · g2 branco peão · h2 branco peão · a1 branco torre · b1 branco cavalo · c1 branco bispo · d1 branco rainha · e1 branco rei · f1 branco bispo · h1 branco torre | a8 preto torre · b8 preto cavalo · c8 preto bispo · d8 preto rainha · e8 preto rei · f8 preto bispo · h8 preto torre · a7 preto peão · b7 preto peão · c7 preto peão · f7 preto peão · g7 preto peão · h7 preto peão · f6 preto cavalo · d5 preto peão · d4 branco peão · f3 branco cavalo · a2 branco peão · b2 branco peão · c2 branco peão · f2 branco peão · g2 branco peão · h2 branco peão · a1 branco torre · b1 branco cavalo · c1 branco bispo · d1 branco rainha · e1 branco rei · f1 branco bispo · h1 branco torre | a8 preto torre · b8 preto cavalo · c8 preto bispo · d8 preto rainha · e8 preto rei · f8 preto bispo · h8 preto torre · a7 preto peão · b7 preto peão · c7 preto peão · f7 preto peão · g7 preto peão · h7 preto peão · f6 preto cavalo · d5 preto peão · d4 branco peão · f3 branco cavalo · a2 branco peão · b2 branco peão · c2 branco peão · f2 branco peão · g2 branco peão · h2 branco peão · a1 branco torre · b1 branco cavalo · c1 branco bispo · d1 branco rainha · e1 branco rei · f1 branco bispo · h1 branco torre | a8 preto torre · b8 preto cavalo · c8 preto bispo · d8 preto rainha · e8 preto rei · f8 preto bispo · h8 preto torre · a7 preto peão · b7 preto peão · c7 preto peão · f7 preto peão · g7 preto peão · h7 preto peão · f6 preto cavalo · d5 preto peão · d4 branco peão · f3 branco cavalo · a2 branco peão · b2 branco peão · c2 branco peão · f2 branco peão · g2 branco peão · h2 branco peão · a1 branco torre · b1 branco cavalo · c1 branco bispo · d1 branco rainha · e1 branco rei · f1 branco bispo · h1 branco torre | a8 preto torre · b8 preto cavalo · c8 preto bispo · d8 preto rainha · e8 preto rei · f8 preto bispo · h8 preto torre · a7 preto peão · b7 preto peão · c7 preto peão · f7 preto peão · g7 preto peão · h7 preto peão · f6 preto cavalo · d5 preto peão · d4 branco peão · f3 branco cavalo · a2 branco peão · b2 branco peão · c2 branco peão · f2 branco peão · g2 branco peão · h2 branco peão · a1 branco torre · b1 branco cavalo · c1 branco bispo · d1 branco rainha · e1 branco rei · f1 branco bispo · h1 branco torre | 6 |
| 5 | a8 preto torre · b8 preto cavalo · c8 preto bispo · d8 preto rainha · e8 preto rei · f8 preto bispo · h8 preto torre · a7 preto peão · b7 preto peão · c7 preto peão · f7 preto peão · g7 preto peão · h7 preto peão · f6 preto cavalo · d5 preto peão · d4 branco peão · f3 branco cavalo · a2 branco peão · b2 branco peão · c2 branco peão · f2 branco peão · g2 branco peão · h2 branco peão · a1 branco torre · b1 branco cavalo · c1 branco bispo · d1 branco rainha · e1 branco rei · f1 branco bispo · h1 branco torre | a8 preto torre · b8 preto cavalo · c8 preto bispo · d8 preto rainha · e8 preto rei · f8 preto bispo · h8 preto torre · a7 preto peão · b7 preto peão · c7 preto peão · f7 preto peão · g7 preto peão · h7 preto peão · f6 preto cavalo · d5 preto peão · d4 branco peão · f3 branco cavalo · a2 branco peão · b2 branco peão · c2 branco peão · f2 branco peão · g2 branco peão · h2 branco peão · a1 branco torre · b1 branco cavalo · c1 branco bispo · d1 branco rainha · e1 branco rei · f1 branco bispo · h1 branco torre | a8 preto torre · b8 preto cavalo · c8 preto bispo · d8 preto rainha · e8 preto rei · f8 preto bispo · h8 preto torre · a7 preto peão · b7 preto peão · c7 preto peão · f7 preto peão · g7 preto peão · h7 preto peão · f6 preto cavalo · d5 preto peão · d4 branco peão · f3 branco cavalo · a2 branco peão · b2 branco peão · c2 branco peão · f2 branco peão · g2 branco peão · h2 branco peão · a1 branco torre · b1 branco cavalo · c1 branco bispo · d1 branco rainha · e1 branco rei · f1 branco bispo · h1 branco torre | a8 preto torre · b8 preto cavalo · c8 preto bispo · d8 preto rainha · e8 preto rei · f8 preto bispo · h8 preto torre · a7 preto peão · b7 preto peão · c7 preto peão · f7 preto peão · g7 preto peão · h7 preto peão · f6 preto cavalo · d5 preto peão · d4 branco peão · f3 branco cavalo · a2 branco peão · b2 branco peão · c2 branco peão · f2 branco peão · g2 branco peão · h2 branco peão · a1 branco torre · b1 branco cavalo · c1 branco bispo · d1 branco rainha · e1 branco rei · f1 branco bispo · h1 branco torre | a8 preto torre · b8 preto cavalo · c8 preto bispo · d8 preto rainha · e8 preto rei · f8 preto bispo · h8 preto torre · a7 preto peão · b7 preto peão · c7 preto peão · f7 preto peão · g7 preto peão · h7 preto peão · f6 preto cavalo · d5 preto peão · d4 branco peão · f3 branco cavalo · a2 branco peão · b2 branco peão · c2 branco peão · f2 branco peão · g2 branco peão · h2 branco peão · a1 branco torre · b1 branco cavalo · c1 branco bispo · d1 branco rainha · e1 branco rei · f1 branco bispo · h1 branco torre | a8 preto torre · b8 preto cavalo · c8 preto bispo · d8 preto rainha · e8 preto rei · f8 preto bispo · h8 preto torre · a7 preto peão · b7 preto peão · c7 preto peão · f7 preto peão · g7 preto peão · h7 preto peão · f6 preto cavalo · d5 preto peão · d4 branco peão · f3 branco cavalo · a2 branco peão · b2 branco peão · c2 branco peão · f2 branco peão · g2 branco peão · h2 branco peão · a1 branco torre · b1 branco cavalo · c1 branco bispo · d1 branco rainha · e1 branco rei · f1 branco bispo · h1 branco torre | a8 preto torre · b8 preto cavalo · c8 preto bispo · d8 preto rainha · e8 preto rei · f8 preto bispo · h8 preto torre · a7 preto peão · b7 preto peão · c7 preto peão · f7 preto peão · g7 preto peão · h7 preto peão · f6 preto cavalo · d5 preto peão · d4 branco peão · f3 branco cavalo · a2 branco peão · b2 branco peão · c2 branco peão · f2 branco peão · g2 branco peão · h2 branco peão · a1 branco torre · b1 branco cavalo · c1 branco bispo · d1 branco rainha · e1 branco rei · f1 branco bispo · h1 branco torre | a8 preto torre · b8 preto cavalo · c8 preto bispo · d8 preto rainha · e8 preto rei · f8 preto bispo · h8 preto torre · a7 preto peão · b7 preto peão · c7 preto peão · f7 preto peão · g7 preto peão · h7 preto peão · f6 preto cavalo · d5 preto peão · d4 branco peão · f3 branco cavalo · a2 branco peão · b2 branco peão · c2 branco peão · f2 branco peão · g2 branco peão · h2 branco peão · a1 branco torre · b1 branco cavalo · c1 branco bispo · d1 branco rainha · e1 branco rei · f1 branco bispo · h1 branco torre | 5 |
| 4 | a8 preto torre · b8 preto cavalo · c8 preto bispo · d8 preto rainha · e8 preto rei · f8 preto bispo · h8 preto torre · a7 preto peão · b7 preto peão · c7 preto peão · f7 preto peão · g7 preto peão · h7 preto peão · f6 preto cavalo · d5 preto peão · d4 branco peão · f3 branco cavalo · a2 branco peão · b2 branco peão · c2 branco peão · f2 branco peão · g2 branco peão · h2 branco peão · a1 branco torre · b1 branco cavalo · c1 branco bispo · d1 branco rainha · e1 branco rei · f1 branco bispo · h1 branco torre | a8 preto torre · b8 preto cavalo · c8 preto bispo · d8 preto rainha · e8 preto rei · f8 preto bispo · h8 preto torre · a7 preto peão · b7 preto peão · c7 preto peão · f7 preto peão · g7 preto peão · h7 preto peão · f6 preto cavalo · d5 preto peão · d4 branco peão · f3 branco cavalo · a2 branco peão · b2 branco peão · c2 branco peão · f2 branco peão · g2 branco peão · h2 branco peão · a1 branco torre · b1 branco cavalo · c1 branco bispo · d1 branco rainha · e1 branco rei · f1 branco bispo · h1 branco torre | a8 preto torre · b8 preto cavalo · c8 preto bispo · d8 preto rainha · e8 preto rei · f8 preto bispo · h8 preto torre · a7 preto peão · b7 preto peão · c7 preto peão · f7 preto peão · g7 preto peão · h7 preto peão · f6 preto cavalo · d5 preto peão · d4 branco peão · f3 branco cavalo · a2 branco peão · b2 branco peão · c2 branco peão · f2 branco peão · g2 branco peão · h2 branco peão · a1 branco torre · b1 branco cavalo · c1 branco bispo · d1 branco rainha · e1 branco rei · f1 branco bispo · h1 branco torre | a8 preto torre · b8 preto cavalo · c8 preto bispo · d8 preto rainha · e8 preto rei · f8 preto bispo · h8 preto torre · a7 preto peão · b7 preto peão · c7 preto peão · f7 preto peão · g7 preto peão · h7 preto peão · f6 preto cavalo · d5 preto peão · d4 branco peão · f3 branco cavalo · a2 branco peão · b2 branco peão · c2 branco peão · f2 branco peão · g2 branco peão · h2 branco peão · a1 branco torre · b1 branco cavalo · c1 branco bispo · d1 branco rainha · e1 branco rei · f1 branco bispo · h1 branco torre | a8 preto torre · b8 preto cavalo · c8 preto bispo · d8 preto rainha · e8 preto rei · f8 preto bispo · h8 preto torre · a7 preto peão · b7 preto peão · c7 preto peão · f7 preto peão · g7 preto peão · h7 preto peão · f6 preto cavalo · d5 preto peão · d4 branco peão · f3 branco cavalo · a2 branco peão · b2 branco peão · c2 branco peão · f2 branco peão · g2 branco peão · h2 branco peão · a1 branco torre · b1 branco cavalo · c1 branco bispo · d1 branco rainha · e1 branco rei · f1 branco bispo · h1 branco torre | a8 preto torre · b8 preto cavalo · c8 preto bispo · d8 preto rainha · e8 preto rei · f8 preto bispo · h8 preto torre · a7 preto peão · b7 preto peão · c7 preto peão · f7 preto peão · g7 preto peão · h7 preto peão · f6 preto cavalo · d5 preto peão · d4 branco peão · f3 branco cavalo · a2 branco peão · b2 branco peão · c2 branco peão · f2 branco peão · g2 branco peão · h2 branco peão · a1 branco torre · b1 branco cavalo · c1 branco bispo · d1 branco rainha · e1 branco rei · f1 branco bispo · h1 branco torre | a8 preto torre · b8 preto cavalo · c8 preto bispo · d8 preto rainha · e8 preto rei · f8 preto bispo · h8 preto torre · a7 preto peão · b7 preto peão · c7 preto peão · f7 preto peão · g7 preto peão · h7 preto peão · f6 preto cavalo · d5 preto peão · d4 branco peão · f3 branco cavalo · a2 branco peão · b2 branco peão · c2 branco peão · f2 branco peão · g2 branco peão · h2 branco peão · a1 branco torre · b1 branco cavalo · c1 branco bispo · d1 branco rainha · e1 branco rei · f1 branco bispo · h1 branco torre | a8 preto torre · b8 preto cavalo · c8 preto bispo · d8 preto rainha · e8 preto rei · f8 preto bispo · h8 preto torre · a7 preto peão · b7 preto peão · c7 preto peão · f7 preto peão · g7 preto peão · h7 preto peão · f6 preto cavalo · d5 preto peão · d4 branco peão · f3 branco cavalo · a2 branco peão · b2 branco peão · c2 branco peão · f2 branco peão · g2 branco peão · h2 branco peão · a1 branco torre · b1 branco cavalo · c1 branco bispo · d1 branco rainha · e1 branco rei · f1 branco bispo · h1 branco torre | 4 |
| 3 | a8 preto torre · b8 preto cavalo · c8 preto bispo · d8 preto rainha · e8 preto rei · f8 preto bispo · h8 preto torre · a7 preto peão · b7 preto peão · c7 preto peão · f7 preto peão · g7 preto peão · h7 preto peão · f6 preto cavalo · d5 preto peão · d4 branco peão · f3 branco cavalo · a2 branco peão · b2 branco peão · c2 branco peão · f2 branco peão · g2 branco peão · h2 branco peão · a1 branco torre · b1 branco cavalo · c1 branco bispo · d1 branco rainha · e1 branco rei · f1 branco bispo · h1 branco torre | a8 preto torre · b8 preto cavalo · c8 preto bispo · d8 preto rainha · e8 preto rei · f8 preto bispo · h8 preto torre · a7 preto peão · b7 preto peão · c7 preto peão · f7 preto peão · g7 preto peão · h7 preto peão · f6 preto cavalo · d5 preto peão · d4 branco peão · f3 branco cavalo · a2 branco peão · b2 branco peão · c2 branco peão · f2 branco peão · g2 branco peão · h2 branco peão · a1 branco torre · b1 branco cavalo · c1 branco bispo · d1 branco rainha · e1 branco rei · f1 branco bispo · h1 branco torre | a8 preto torre · b8 preto cavalo · c8 preto bispo · d8 preto rainha · e8 preto rei · f8 preto bispo · h8 preto torre · a7 preto peão · b7 preto peão · c7 preto peão · f7 preto peão · g7 preto peão · h7 preto peão · f6 preto cavalo · d5 preto peão · d4 branco peão · f3 branco cavalo · a2 branco peão · b2 branco peão · c2 branco peão · f2 branco peão · g2 branco peão · h2 branco peão · a1 branco torre · b1 branco cavalo · c1 branco bispo · d1 branco rainha · e1 branco rei · f1 branco bispo · h1 branco torre | a8 preto torre · b8 preto cavalo · c8 preto bispo · d8 preto rainha · e8 preto rei · f8 preto bispo · h8 preto torre · a7 preto peão · b7 preto peão · c7 preto peão · f7 preto peão · g7 preto peão · h7 preto peão · f6 preto cavalo · d5 preto peão · d4 branco peão · f3 branco cavalo · a2 branco peão · b2 branco peão · c2 branco peão · f2 branco peão · g2 branco peão · h2 branco peão · a1 branco torre · b1 branco cavalo · c1 branco bispo · d1 branco rainha · e1 branco rei · f1 branco bispo · h1 branco torre | a8 preto torre · b8 preto cavalo · c8 preto bispo · d8 preto rainha · e8 preto rei · f8 preto bispo · h8 preto torre · a7 preto peão · b7 preto peão · c7 preto peão · f7 preto peão · g7 preto peão · h7 preto peão · f6 preto cavalo · d5 preto peão · d4 branco peão · f3 branco cavalo · a2 branco peão · b2 branco peão · c2 branco peão · f2 branco peão · g2 branco peão · h2 branco peão · a1 branco torre · b1 branco cavalo · c1 branco bispo · d1 branco rainha · e1 branco rei · f1 branco bispo · h1 branco torre | a8 preto torre · b8 preto cavalo · c8 preto bispo · d8 preto rainha · e8 preto rei · f8 preto bispo · h8 preto torre · a7 preto peão · b7 preto peão · c7 preto peão · f7 preto peão · g7 preto peão · h7 preto peão · f6 preto cavalo · d5 preto peão · d4 branco peão · f3 branco cavalo · a2 branco peão · b2 branco peão · c2 branco peão · f2 branco peão · g2 branco peão · h2 branco peão · a1 branco torre · b1 branco cavalo · c1 branco bispo · d1 branco rainha · e1 branco rei · f1 branco bispo · h1 branco torre | a8 preto torre · b8 preto cavalo · c8 preto bispo · d8 preto rainha · e8 preto rei · f8 preto bispo · h8 preto torre · a7 preto peão · b7 preto peão · c7 preto peão · f7 preto peão · g7 preto peão · h7 preto peão · f6 preto cavalo · d5 preto peão · d4 branco peão · f3 branco cavalo · a2 branco peão · b2 branco peão · c2 branco peão · f2 branco peão · g2 branco peão · h2 branco peão · a1 branco torre · b1 branco cavalo · c1 branco bispo · d1 branco rainha · e1 branco rei · f1 branco bispo · h1 branco torre | a8 preto torre · b8 preto cavalo · c8 preto bispo · d8 preto rainha · e8 preto rei · f8 preto bispo · h8 preto torre · a7 preto peão · b7 preto peão · c7 preto peão · f7 preto peão · g7 preto peão · h7 preto peão · f6 preto cavalo · d5 preto peão · d4 branco peão · f3 branco cavalo · a2 branco peão · b2 branco peão · c2 branco peão · f2 branco peão · g2 branco peão · h2 branco peão · a1 branco torre · b1 branco cavalo · c1 branco bispo · d1 branco rainha · e1 branco rei · f1 branco bispo · h1 branco torre | 3 |
| 2 | a8 preto torre · b8 preto cavalo · c8 preto bispo · d8 preto rainha · e8 preto rei · f8 preto bispo · h8 preto torre · a7 preto peão · b7 preto peão · c7 preto peão · f7 preto peão · g7 preto peão · h7 preto peão · f6 preto cavalo · d5 preto peão · d4 branco peão · f3 branco cavalo · a2 branco peão · b2 branco peão · c2 branco peão · f2 branco peão · g2 branco peão · h2 branco peão · a1 branco torre · b1 branco cavalo · c1 branco bispo · d1 branco rainha · e1 branco rei · f1 branco bispo · h1 branco torre | a8 preto torre · b8 preto cavalo · c8 preto bispo · d8 preto rainha · e8 preto rei · f8 preto bispo · h8 preto torre · a7 preto peão · b7 preto peão · c7 preto peão · f7 preto peão · g7 preto peão · h7 preto peão · f6 preto cavalo · d5 preto peão · d4 branco peão · f3 branco cavalo · a2 branco peão · b2 branco peão · c2 branco peão · f2 branco peão · g2 branco peão · h2 branco peão · a1 branco torre · b1 branco cavalo · c1 branco bispo · d1 branco rainha · e1 branco rei · f1 branco bispo · h1 branco torre | a8 preto torre · b8 preto cavalo · c8 preto bispo · d8 preto rainha · e8 preto rei · f8 preto bispo · h8 preto torre · a7 preto peão · b7 preto peão · c7 preto peão · f7 preto peão · g7 preto peão · h7 preto peão · f6 preto cavalo · d5 preto peão · d4 branco peão · f3 branco cavalo · a2 branco peão · b2 branco peão · c2 branco peão · f2 branco peão · g2 branco peão · h2 branco peão · a1 branco torre · b1 branco cavalo · c1 branco bispo · d1 branco rainha · e1 branco rei · f1 branco bispo · h1 branco torre | a8 preto torre · b8 preto cavalo · c8 preto bispo · d8 preto rainha · e8 preto rei · f8 preto bispo · h8 preto torre · a7 preto peão · b7 preto peão · c7 preto peão · f7 preto peão · g7 preto peão · h7 preto peão · f6 preto cavalo · d5 preto peão · d4 branco peão · f3 branco cavalo · a2 branco peão · b2 branco peão · c2 branco peão · f2 branco peão · g2 branco peão · h2 branco peão · a1 branco torre · b1 branco cavalo · c1 branco bispo · d1 branco rainha · e1 branco rei · f1 branco bispo · h1 branco torre | a8 preto torre · b8 preto cavalo · c8 preto bispo · d8 preto rainha · e8 preto rei · f8 preto bispo · h8 preto torre · a7 preto peão · b7 preto peão · c7 preto peão · f7 preto peão · g7 preto peão · h7 preto peão · f6 preto cavalo · d5 preto peão · d4 branco peão · f3 branco cavalo · a2 branco peão · b2 branco peão · c2 branco peão · f2 branco peão · g2 branco peão · h2 branco peão · a1 branco torre · b1 branco cavalo · c1 branco bispo · d1 branco rainha · e1 branco rei · f1 branco bispo · h1 branco torre | a8 preto torre · b8 preto cavalo · c8 preto bispo · d8 preto rainha · e8 preto rei · f8 preto bispo · h8 preto torre · a7 preto peão · b7 preto peão · c7 preto peão · f7 preto peão · g7 preto peão · h7 preto peão · f6 preto cavalo · d5 preto peão · d4 branco peão · f3 branco cavalo · a2 branco peão · b2 branco peão · c2 branco peão · f2 branco peão · g2 branco peão · h2 branco peão · a1 branco torre · b1 branco cavalo · c1 branco bispo · d1 branco rainha · e1 branco rei · f1 branco bispo · h1 branco torre | a8 preto torre · b8 preto cavalo · c8 preto bispo · d8 preto rainha · e8 preto rei · f8 preto bispo · h8 preto torre · a7 preto peão · b7 preto peão · c7 preto peão · f7 preto peão · g7 preto peão · h7 preto peão · f6 preto cavalo · d5 preto peão · d4 branco peão · f3 branco cavalo · a2 branco peão · b2 branco peão · c2 branco peão · f2 branco peão · g2 branco peão · h2 branco peão · a1 branco torre · b1 branco cavalo · c1 branco bispo · d1 branco rainha · e1 branco rei · f1 branco bispo · h1 branco torre | a8 preto torre · b8 preto cavalo · c8 preto bispo · d8 preto rainha · e8 preto rei · f8 preto bispo · h8 preto torre · a7 preto peão · b7 preto peão · c7 preto peão · f7 preto peão · g7 preto peão · h7 preto peão · f6 preto cavalo · d5 preto peão · d4 branco peão · f3 branco cavalo · a2 branco peão · b2 branco peão · c2 branco peão · f2 branco peão · g2 branco peão · h2 branco peão · a1 branco torre · b1 branco cavalo · c1 branco bispo · d1 branco rainha · e1 branco rei · f1 branco bispo · h1 branco torre | 2 |
| 1 | a8 preto torre · b8 preto cavalo · c8 preto bispo · d8 preto rainha · e8 preto rei · f8 preto bispo · h8 preto torre · a7 preto peão · b7 preto peão · c7 preto peão · f7 preto peão · g7 preto peão · h7 preto peão · f6 preto cavalo · d5 preto peão · d4 branco peão · f3 branco cavalo · a2 branco peão · b2 branco peão · c2 branco peão · f2 branco peão · g2 branco peão · h2 branco peão · a1 branco torre · b1 branco cavalo · c1 branco bispo · d1 branco rainha · e1 branco rei · f1 branco bispo · h1 branco torre | a8 preto torre · b8 preto cavalo · c8 preto bispo · d8 preto rainha · e8 preto rei · f8 preto bispo · h8 preto torre · a7 preto peão · b7 preto peão · c7 preto peão · f7 preto peão · g7 preto peão · h7 preto peão · f6 preto cavalo · d5 preto peão · d4 branco peão · f3 branco cavalo · a2 branco peão · b2 branco peão · c2 branco peão · f2 branco peão · g2 branco peão · h2 branco peão · a1 branco torre · b1 branco cavalo · c1 branco bispo · d1 branco rainha · e1 branco rei · f1 branco bispo · h1 branco torre | a8 preto torre · b8 preto cavalo · c8 preto bispo · d8 preto rainha · e8 preto rei · f8 preto bispo · h8 preto torre · a7 preto peão · b7 preto peão · c7 preto peão · f7 preto peão · g7 preto peão · h7 preto peão · f6 preto cavalo · d5 preto peão · d4 branco peão · f3 branco cavalo · a2 branco peão · b2 branco peão · c2 branco peão · f2 branco peão · g2 branco peão · h2 branco peão · a1 branco torre · b1 branco cavalo · c1 branco bispo · d1 branco rainha · e1 branco rei · f1 branco bispo · h1 branco torre | a8 preto torre · b8 preto cavalo · c8 preto bispo · d8 preto rainha · e8 preto rei · f8 preto bispo · h8 preto torre · a7 preto peão · b7 preto peão · c7 preto peão · f7 preto peão · g7 preto peão · h7 preto peão · f6 preto cavalo · d5 preto peão · d4 branco peão · f3 branco cavalo · a2 branco peão · b2 branco peão · c2 branco peão · f2 branco peão · g2 branco peão · h2 branco peão · a1 branco torre · b1 branco cavalo · c1 branco bispo · d1 branco rainha · e1 branco rei · f1 branco bispo · h1 branco torre | a8 preto torre · b8 preto cavalo · c8 preto bispo · d8 preto rainha · e8 preto rei · f8 preto bispo · h8 preto torre · a7 preto peão · b7 preto peão · c7 preto peão · f7 preto peão · g7 preto peão · h7 preto peão · f6 preto cavalo · d5 preto peão · d4 branco peão · f3 branco cavalo · a2 branco peão · b2 branco peão · c2 branco peão · f2 branco peão · g2 branco peão · h2 branco peão · a1 branco torre · b1 branco cavalo · c1 branco bispo · d1 branco rainha · e1 branco rei · f1 branco bispo · h1 branco torre | a8 preto torre · b8 preto cavalo · c8 preto bispo · d8 preto rainha · e8 preto rei · f8 preto bispo · h8 preto torre · a7 preto peão · b7 preto peão · c7 preto peão · f7 preto peão · g7 preto peão · h7 preto peão · f6 preto cavalo · d5 preto peão · d4 branco peão · f3 branco cavalo · a2 branco peão · b2 branco peão · c2 branco peão · f2 branco peão · g2 branco peão · h2 branco peão · a1 branco torre · b1 branco cavalo · c1 branco bispo · d1 branco rainha · e1 branco rei · f1 branco bispo · h1 branco torre | a8 preto torre · b8 preto cavalo · c8 preto bispo · d8 preto rainha · e8 preto rei · f8 preto bispo · h8 preto torre · a7 preto peão · b7 preto peão · c7 preto peão · f7 preto peão · g7 preto peão · h7 preto peão · f6 preto cavalo · d5 preto peão · d4 branco peão · f3 branco cavalo · a2 branco peão · b2 branco peão · c2 branco peão · f2 branco peão · g2 branco peão · h2 branco peão · a1 branco torre · b1 branco cavalo · c1 branco bispo · d1 branco rainha · e1 branco rei · f1 branco bispo · h1 branco torre | a8 preto torre · b8 preto cavalo · c8 preto bispo · d8 preto rainha · e8 preto rei · f8 preto bispo · h8 preto torre · a7 preto peão · b7 preto peão · c7 preto peão · f7 preto peão · g7 preto peão · h7 preto peão · f6 preto cavalo · d5 preto peão · d4 branco peão · f3 branco cavalo · a2 branco peão · b2 branco peão · c2 branco peão · f2 branco peão · g2 branco peão · h2 branco peão · a1 branco torre · b1 branco cavalo · c1 branco bispo · d1 branco rainha · e1 branco rei · f1 branco bispo · h1 branco torre | 1 |
|   | a | b | c | d | e | f | g | h |   |

A posição do diagrama 2 mostra um outro exemplo. Chegamos a esta posição pela Defesa Francesa:
- 1. e4 e6
- 2. d4 d5
- 3. exd5 exd5
- 4. Cf3 Cf6

...ou pela Defesa Petroff:
- 1. e4 e5
- 2. Cf3 Cf6
- 3. Cxe5 d6
- 4. Cf3 Cxe4
- 5. d3 Cf6
- 6. d4 d5

## Exemplo - Posição 3
|   | a | b | c | d | e | f | g | h |   |
| 8 | a8 preto torre · b8 preto cavalo · c8 preto bispo · d8 preto rainha · e8 preto rei · f8 preto bispo · h8 preto torre · a7 preto peão · b7 preto peão · d7 preto cavalo · f7 preto peão · g7 preto peão · h7 preto peão · e6 preto peão · c5 preto peão · d5 preto peão · e5 branco peão · d4 branco peão · f4 branco peão · c3 branco cavalo · a2 branco peão · b2 branco peão · c2 branco peão · g2 branco peão · h2 branco peão · a1 branco torre · c1 branco bispo · d1 branco rainha · e1 branco rei · f1 branco bispo · g1 branco cavalo · h1 branco torre | a8 preto torre · b8 preto cavalo · c8 preto bispo · d8 preto rainha · e8 preto rei · f8 preto bispo · h8 preto torre · a7 preto peão · b7 preto peão · d7 preto cavalo · f7 preto peão · g7 preto peão · h7 preto peão · e6 preto peão · c5 preto peão · d5 preto peão · e5 branco peão · d4 branco peão · f4 branco peão · c3 branco cavalo · a2 branco peão · b2 branco peão · c2 branco peão · g2 branco peão · h2 branco peão · a1 branco torre · c1 branco bispo · d1 branco rainha · e1 branco rei · f1 branco bispo · g1 branco cavalo · h1 branco torre | a8 preto torre · b8 preto cavalo · c8 preto bispo · d8 preto rainha · e8 preto rei · f8 preto bispo · h8 preto torre · a7 preto peão · b7 preto peão · d7 preto cavalo · f7 preto peão · g7 preto peão · h7 preto peão · e6 preto peão · c5 preto peão · d5 preto peão · e5 branco peão · d4 branco peão · f4 branco peão · c3 branco cavalo · a2 branco peão · b2 branco peão · c2 branco peão · g2 branco peão · h2 branco peão · a1 branco torre · c1 branco bispo · d1 branco rainha · e1 branco rei · f1 branco bispo · g1 branco cavalo · h1 branco torre | a8 preto torre · b8 preto cavalo · c8 preto bispo · d8 preto rainha · e8 preto rei · f8 preto bispo · h8 preto torre · a7 preto peão · b7 preto peão · d7 preto cavalo · f7 preto peão · g7 preto peão · h7 preto peão · e6 preto peão · c5 preto peão · d5 preto peão · e5 branco peão · d4 branco peão · f4 branco peão · c3 branco cavalo · a2 branco peão · b2 branco peão · c2 branco peão · g2 branco peão · h2 branco peão · a1 branco torre · c1 branco bispo · d1 branco rainha · e1 branco rei · f1 branco bispo · g1 branco cavalo · h1 branco torre | a8 preto torre · b8 preto cavalo · c8 preto bispo · d8 preto rainha · e8 preto rei · f8 preto bispo · h8 preto torre · a7 preto peão · b7 preto peão · d7 preto cavalo · f7 preto peão · g7 preto peão · h7 preto peão · e6 preto peão · c5 preto peão · d5 preto peão · e5 branco peão · d4 branco peão · f4 branco peão · c3 branco cavalo · a2 branco peão · b2 branco peão · c2 branco peão · g2 branco peão · h2 branco peão · a1 branco torre · c1 branco bispo · d1 branco rainha · e1 branco rei · f1 branco bispo · g1 branco cavalo · h1 branco torre | a8 preto torre · b8 preto cavalo · c8 preto bispo · d8 preto rainha · e8 preto rei · f8 preto bispo · h8 preto torre · a7 preto peão · b7 preto peão · d7 preto cavalo · f7 preto peão · g7 preto peão · h7 preto peão · e6 preto peão · c5 preto peão · d5 preto peão · e5 branco peão · d4 branco peão · f4 branco peão · c3 branco cavalo · a2 branco peão · b2 branco peão · c2 branco peão · g2 branco peão · h2 branco peão · a1 branco torre · c1 branco bispo · d1 branco rainha · e1 branco rei · f1 branco bispo · g1 branco cavalo · h1 branco torre | a8 preto torre · b8 preto cavalo · c8 preto bispo · d8 preto rainha · e8 preto rei · f8 preto bispo · h8 preto torre · a7 preto peão · b7 preto peão · d7 preto cavalo · f7 preto peão · g7 preto peão · h7 preto peão · e6 preto peão · c5 preto peão · d5 preto peão · e5 branco peão · d4 branco peão · f4 branco peão · c3 branco cavalo · a2 branco peão · b2 branco peão · c2 branco peão · g2 branco peão · h2 branco peão · a1 branco torre · c1 branco bispo · d1 branco rainha · e1 branco rei · f1 branco bispo · g1 branco cavalo · h1 branco torre | a8 preto torre · b8 preto cavalo · c8 preto bispo · d8 preto rainha · e8 preto rei · f8 preto bispo · h8 preto torre · a7 preto peão · b7 preto peão · d7 preto cavalo · f7 preto peão · g7 preto peão · h7 preto peão · e6 preto peão · c5 preto peão · d5 preto peão · e5 branco peão · d4 branco peão · f4 branco peão · c3 branco cavalo · a2 branco peão · b2 branco peão · c2 branco peão · g2 branco peão · h2 branco peão · a1 branco torre · c1 branco bispo · d1 branco rainha · e1 branco rei · f1 branco bispo · g1 branco cavalo · h1 branco torre | 8 |
| 7 | a8 preto torre · b8 preto cavalo · c8 preto bispo · d8 preto rainha · e8 preto rei · f8 preto bispo · h8 preto torre · a7 preto peão · b7 preto peão · d7 preto cavalo · f7 preto peão · g7 preto peão · h7 preto peão · e6 preto peão · c5 preto peão · d5 preto peão · e5 branco peão · d4 branco peão · f4 branco peão · c3 branco cavalo · a2 branco peão · b2 branco peão · c2 branco peão · g2 branco peão · h2 branco peão · a1 branco torre · c1 branco bispo · d1 branco rainha · e1 branco rei · f1 branco bispo · g1 branco cavalo · h1 branco torre | a8 preto torre · b8 preto cavalo · c8 preto bispo · d8 preto rainha · e8 preto rei · f8 preto bispo · h8 preto torre · a7 preto peão · b7 preto peão · d7 preto cavalo · f7 preto peão · g7 preto peão · h7 preto peão · e6 preto peão · c5 preto peão · d5 preto peão · e5 branco peão · d4 branco peão · f4 branco peão · c3 branco cavalo · a2 branco peão · b2 branco peão · c2 branco peão · g2 branco peão · h2 branco peão · a1 branco torre · c1 branco bispo · d1 branco rainha · e1 branco rei · f1 branco bispo · g1 branco cavalo · h1 branco torre | a8 preto torre · b8 preto cavalo · c8 preto bispo · d8 preto rainha · e8 preto rei · f8 preto bispo · h8 preto torre · a7 preto peão · b7 preto peão · d7 preto cavalo · f7 preto peão · g7 preto peão · h7 preto peão · e6 preto peão · c5 preto peão · d5 preto peão · e5 branco peão · d4 branco peão · f4 branco peão · c3 branco cavalo · a2 branco peão · b2 branco peão · c2 branco peão · g2 branco peão · h2 branco peão · a1 branco torre · c1 branco bispo · d1 branco rainha · e1 branco rei · f1 branco bispo · g1 branco cavalo · h1 branco torre | a8 preto torre · b8 preto cavalo · c8 preto bispo · d8 preto rainha · e8 preto rei · f8 preto bispo · h8 preto torre · a7 preto peão · b7 preto peão · d7 preto cavalo · f7 preto peão · g7 preto peão · h7 preto peão · e6 preto peão · c5 preto peão · d5 preto peão · e5 branco peão · d4 branco peão · f4 branco peão · c3 branco cavalo · a2 branco peão · b2 branco peão · c2 branco peão · g2 branco peão · h2 branco peão · a1 branco torre · c1 branco bispo · d1 branco rainha · e1 branco rei · f1 branco bispo · g1 branco cavalo · h1 branco torre | a8 preto torre · b8 preto cavalo · c8 preto bispo · d8 preto rainha · e8 preto rei · f8 preto bispo · h8 preto torre · a7 preto peão · b7 preto peão · d7 preto cavalo · f7 preto peão · g7 preto peão · h7 preto peão · e6 preto peão · c5 preto peão · d5 preto peão · e5 branco peão · d4 branco peão · f4 branco peão · c3 branco cavalo · a2 branco peão · b2 branco peão · c2 branco peão · g2 branco peão · h2 branco peão · a1 branco torre · c1 branco bispo · d1 branco rainha · e1 branco rei · f1 branco bispo · g1 branco cavalo · h1 branco torre | a8 preto torre · b8 preto cavalo · c8 preto bispo · d8 preto rainha · e8 preto rei · f8 preto bispo · h8 preto torre · a7 preto peão · b7 preto peão · d7 preto cavalo · f7 preto peão · g7 preto peão · h7 preto peão · e6 preto peão · c5 preto peão · d5 preto peão · e5 branco peão · d4 branco peão · f4 branco peão · c3 branco cavalo · a2 branco peão · b2 branco peão · c2 branco peão · g2 branco peão · h2 branco peão · a1 branco torre · c1 branco bispo · d1 branco rainha · e1 branco rei · f1 branco bispo · g1 branco cavalo · h1 branco torre | a8 preto torre · b8 preto cavalo · c8 preto bispo · d8 preto rainha · e8 preto rei · f8 preto bispo · h8 preto torre · a7 preto peão · b7 preto peão · d7 preto cavalo · f7 preto peão · g7 preto peão · h7 preto peão · e6 preto peão · c5 preto peão · d5 preto peão · e5 branco peão · d4 branco peão · f4 branco peão · c3 branco cavalo · a2 branco peão · b2 branco peão · c2 branco peão · g2 branco peão · h2 branco peão · a1 branco torre · c1 branco bispo · d1 branco rainha · e1 branco rei · f1 branco bispo · g1 branco cavalo · h1 branco torre | a8 preto torre · b8 preto cavalo · c8 preto bispo · d8 preto rainha · e8 preto rei · f8 preto bispo · h8 preto torre · a7 preto peão · b7 preto peão · d7 preto cavalo · f7 preto peão · g7 preto peão · h7 preto peão · e6 preto peão · c5 preto peão · d5 preto peão · e5 branco peão · d4 branco peão · f4 branco peão · c3 branco cavalo · a2 branco peão · b2 branco peão · c2 branco peão · g2 branco peão · h2 branco peão · a1 branco torre · c1 branco bispo · d1 branco rainha · e1 branco rei · f1 branco bispo · g1 branco cavalo · h1 branco torre | 7 |
| 6 | a8 preto torre · b8 preto cavalo · c8 preto bispo · d8 preto rainha · e8 preto rei · f8 preto bispo · h8 preto torre · a7 preto peão · b7 preto peão · d7 preto cavalo · f7 preto peão · g7 preto peão · h7 preto peão · e6 preto peão · c5 preto peão · d5 preto peão · e5 branco peão · d4 branco peão · f4 branco peão · c3 branco cavalo · a2 branco peão · b2 branco peão · c2 branco peão · g2 branco peão · h2 branco peão · a1 branco torre · c1 branco bispo · d1 branco rainha · e1 branco rei · f1 branco bispo · g1 branco cavalo · h1 branco torre | a8 preto torre · b8 preto cavalo · c8 preto bispo · d8 preto rainha · e8 preto rei · f8 preto bispo · h8 preto torre · a7 preto peão · b7 preto peão · d7 preto cavalo · f7 preto peão · g7 preto peão · h7 preto peão · e6 preto peão · c5 preto peão · d5 preto peão · e5 branco peão · d4 branco peão · f4 branco peão · c3 branco cavalo · a2 branco peão · b2 branco peão · c2 branco peão · g2 branco peão · h2 branco peão · a1 branco torre · c1 branco bispo · d1 branco rainha · e1 branco rei · f1 branco bispo · g1 branco cavalo · h1 branco torre | a8 preto torre · b8 preto cavalo · c8 preto bispo · d8 preto rainha · e8 preto rei · f8 preto bispo · h8 preto torre · a7 preto peão · b7 preto peão · d7 preto cavalo · f7 preto peão · g7 preto peão · h7 preto peão · e6 preto peão · c5 preto peão · d5 preto peão · e5 branco peão · d4 branco peão · f4 branco peão · c3 branco cavalo · a2 branco peão · b2 branco peão · c2 branco peão · g2 branco peão · h2 branco peão · a1 branco torre · c1 branco bispo · d1 branco rainha · e1 branco rei · f1 branco bispo · g1 branco cavalo · h1 branco torre | a8 preto torre · b8 preto cavalo · c8 preto bispo · d8 preto rainha · e8 preto rei · f8 preto bispo · h8 preto torre · a7 preto peão · b7 preto peão · d7 preto cavalo · f7 preto peão · g7 preto peão · h7 preto peão · e6 preto peão · c5 preto peão · d5 preto peão · e5 branco peão · d4 branco peão · f4 branco peão · c3 branco cavalo · a2 branco peão · b2 branco peão · c2 branco peão · g2 branco peão · h2 branco peão · a1 branco torre · c1 branco bispo · d1 branco rainha · e1 branco rei · f1 branco bispo · g1 branco cavalo · h1 branco torre | a8 preto torre · b8 preto cavalo · c8 preto bispo · d8 preto rainha · e8 preto rei · f8 preto bispo · h8 preto torre · a7 preto peão · b7 preto peão · d7 preto cavalo · f7 preto peão · g7 preto peão · h7 preto peão · e6 preto peão · c5 preto peão · d5 preto peão · e5 branco peão · d4 branco peão · f4 branco peão · c3 branco cavalo · a2 branco peão · b2 branco peão · c2 branco peão · g2 branco peão · h2 branco peão · a1 branco torre · c1 branco bispo · d1 branco rainha · e1 branco rei · f1 branco bispo · g1 branco cavalo · h1 branco torre | a8 preto torre · b8 preto cavalo · c8 preto bispo · d8 preto rainha · e8 preto rei · f8 preto bispo · h8 preto torre · a7 preto peão · b7 preto peão · d7 preto cavalo · f7 preto peão · g7 preto peão · h7 preto peão · e6 preto peão · c5 preto peão · d5 preto peão · e5 branco peão · d4 branco peão · f4 branco peão · c3 branco cavalo · a2 branco peão · b2 branco peão · c2 branco peão · g2 branco peão · h2 branco peão · a1 branco torre · c1 branco bispo · d1 branco rainha · e1 branco rei · f1 branco bispo · g1 branco cavalo · h1 branco torre | a8 preto torre · b8 preto cavalo · c8 preto bispo · d8 preto rainha · e8 preto rei · f8 preto bispo · h8 preto torre · a7 preto peão · b7 preto peão · d7 preto cavalo · f7 preto peão · g7 preto peão · h7 preto peão · e6 preto peão · c5 preto peão · d5 preto peão · e5 branco peão · d4 branco peão · f4 branco peão · c3 branco cavalo · a2 branco peão · b2 branco peão · c2 branco peão · g2 branco peão · h2 branco peão · a1 branco torre · c1 branco bispo · d1 branco rainha · e1 branco rei · f1 branco bispo · g1 branco cavalo · h1 branco torre | a8 preto torre · b8 preto cavalo · c8 preto bispo · d8 preto rainha · e8 preto rei · f8 preto bispo · h8 preto torre · a7 preto peão · b7 preto peão · d7 preto cavalo · f7 preto peão · g7 preto peão · h7 preto peão · e6 preto peão · c5 preto peão · d5 preto peão · e5 branco peão · d4 branco peão · f4 branco peão · c3 branco cavalo · a2 branco peão · b2 branco peão · c2 branco peão · g2 branco peão · h2 branco peão · a1 branco torre · c1 branco bispo · d1 branco rainha · e1 branco rei · f1 branco bispo · g1 branco cavalo · h1 branco torre | 6 |
| 5 | a8 preto torre · b8 preto cavalo · c8 preto bispo · d8 preto rainha · e8 preto rei · f8 preto bispo · h8 preto torre · a7 preto peão · b7 preto peão · d7 preto cavalo · f7 preto peão · g7 preto peão · h7 preto peão · e6 preto peão · c5 preto peão · d5 preto peão · e5 branco peão · d4 branco peão · f4 branco peão · c3 branco cavalo · a2 branco peão · b2 branco peão · c2 branco peão · g2 branco peão · h2 branco peão · a1 branco torre · c1 branco bispo · d1 branco rainha · e1 branco rei · f1 branco bispo · g1 branco cavalo · h1 branco torre | a8 preto torre · b8 preto cavalo · c8 preto bispo · d8 preto rainha · e8 preto rei · f8 preto bispo · h8 preto torre · a7 preto peão · b7 preto peão · d7 preto cavalo · f7 preto peão · g7 preto peão · h7 preto peão · e6 preto peão · c5 preto peão · d5 preto peão · e5 branco peão · d4 branco peão · f4 branco peão · c3 branco cavalo · a2 branco peão · b2 branco peão · c2 branco peão · g2 branco peão · h2 branco peão · a1 branco torre · c1 branco bispo · d1 branco rainha · e1 branco rei · f1 branco bispo · g1 branco cavalo · h1 branco torre | a8 preto torre · b8 preto cavalo · c8 preto bispo · d8 preto rainha · e8 preto rei · f8 preto bispo · h8 preto torre · a7 preto peão · b7 preto peão · d7 preto cavalo · f7 preto peão · g7 preto peão · h7 preto peão · e6 preto peão · c5 preto peão · d5 preto peão · e5 branco peão · d4 branco peão · f4 branco peão · c3 branco cavalo · a2 branco peão · b2 branco peão · c2 branco peão · g2 branco peão · h2 branco peão · a1 branco torre · c1 branco bispo · d1 branco rainha · e1 branco rei · f1 branco bispo · g1 branco cavalo · h1 branco torre | a8 preto torre · b8 preto cavalo · c8 preto bispo · d8 preto rainha · e8 preto rei · f8 preto bispo · h8 preto torre · a7 preto peão · b7 preto peão · d7 preto cavalo · f7 preto peão · g7 preto peão · h7 preto peão · e6 preto peão · c5 preto peão · d5 preto peão · e5 branco peão · d4 branco peão · f4 branco peão · c3 branco cavalo · a2 branco peão · b2 branco peão · c2 branco peão · g2 branco peão · h2 branco peão · a1 branco torre · c1 branco bispo · d1 branco rainha · e1 branco rei · f1 branco bispo · g1 branco cavalo · h1 branco torre | a8 preto torre · b8 preto cavalo · c8 preto bispo · d8 preto rainha · e8 preto rei · f8 preto bispo · h8 preto torre · a7 preto peão · b7 preto peão · d7 preto cavalo · f7 preto peão · g7 preto peão · h7 preto peão · e6 preto peão · c5 preto peão · d5 preto peão · e5 branco peão · d4 branco peão · f4 branco peão · c3 branco cavalo · a2 branco peão · b2 branco peão · c2 branco peão · g2 branco peão · h2 branco peão · a1 branco torre · c1 branco bispo · d1 branco rainha · e1 branco rei · f1 branco bispo · g1 branco cavalo · h1 branco torre | a8 preto torre · b8 preto cavalo · c8 preto bispo · d8 preto rainha · e8 preto rei · f8 preto bispo · h8 preto torre · a7 preto peão · b7 preto peão · d7 preto cavalo · f7 preto peão · g7 preto peão · h7 preto peão · e6 preto peão · c5 preto peão · d5 preto peão · e5 branco peão · d4 branco peão · f4 branco peão · c3 branco cavalo · a2 branco peão · b2 branco peão · c2 branco peão · g2 branco peão · h2 branco peão · a1 branco torre · c1 branco bispo · d1 branco rainha · e1 branco rei · f1 branco bispo · g1 branco cavalo · h1 branco torre | a8 preto torre · b8 preto cavalo · c8 preto bispo · d8 preto rainha · e8 preto rei · f8 preto bispo · h8 preto torre · a7 preto peão · b7 preto peão · d7 preto cavalo · f7 preto peão · g7 preto peão · h7 preto peão · e6 preto peão · c5 preto peão · d5 preto peão · e5 branco peão · d4 branco peão · f4 branco peão · c3 branco cavalo · a2 branco peão · b2 branco peão · c2 branco peão · g2 branco peão · h2 branco peão · a1 branco torre · c1 branco bispo · d1 branco rainha · e1 branco rei · f1 branco bispo · g1 branco cavalo · h1 branco torre | a8 preto torre · b8 preto cavalo · c8 preto bispo · d8 preto rainha · e8 preto rei · f8 preto bispo · h8 preto torre · a7 preto peão · b7 preto peão · d7 preto cavalo · f7 preto peão · g7 preto peão · h7 preto peão · e6 preto peão · c5 preto peão · d5 preto peão · e5 branco peão · d4 branco peão · f4 branco peão · c3 branco cavalo · a2 branco peão · b2 branco peão · c2 branco peão · g2 branco peão · h2 branco peão · a1 branco torre · c1 branco bispo · d1 branco rainha · e1 branco rei · f1 branco bispo · g1 branco cavalo · h1 branco torre | 5 |
| 4 | a8 preto torre · b8 preto cavalo · c8 preto bispo · d8 preto rainha · e8 preto rei · f8 preto bispo · h8 preto torre · a7 preto peão · b7 preto peão · d7 preto cavalo · f7 preto peão · g7 preto peão · h7 preto peão · e6 preto peão · c5 preto peão · d5 preto peão · e5 branco peão · d4 branco peão · f4 branco peão · c3 branco cavalo · a2 branco peão · b2 branco peão · c2 branco peão · g2 branco peão · h2 branco peão · a1 branco torre · c1 branco bispo · d1 branco rainha · e1 branco rei · f1 branco bispo · g1 branco cavalo · h1 branco torre | a8 preto torre · b8 preto cavalo · c8 preto bispo · d8 preto rainha · e8 preto rei · f8 preto bispo · h8 preto torre · a7 preto peão · b7 preto peão · d7 preto cavalo · f7 preto peão · g7 preto peão · h7 preto peão · e6 preto peão · c5 preto peão · d5 preto peão · e5 branco peão · d4 branco peão · f4 branco peão · c3 branco cavalo · a2 branco peão · b2 branco peão · c2 branco peão · g2 branco peão · h2 branco peão · a1 branco torre · c1 branco bispo · d1 branco rainha · e1 branco rei · f1 branco bispo · g1 branco cavalo · h1 branco torre | a8 preto torre · b8 preto cavalo · c8 preto bispo · d8 preto rainha · e8 preto rei · f8 preto bispo · h8 preto torre · a7 preto peão · b7 preto peão · d7 preto cavalo · f7 preto peão · g7 preto peão · h7 preto peão · e6 preto peão · c5 preto peão · d5 preto peão · e5 branco peão · d4 branco peão · f4 branco peão · c3 branco cavalo · a2 branco peão · b2 branco peão · c2 branco peão · g2 branco peão · h2 branco peão · a1 branco torre · c1 branco bispo · d1 branco rainha · e1 branco rei · f1 branco bispo · g1 branco cavalo · h1 branco torre | a8 preto torre · b8 preto cavalo · c8 preto bispo · d8 preto rainha · e8 preto rei · f8 preto bispo · h8 preto torre · a7 preto peão · b7 preto peão · d7 preto cavalo · f7 preto peão · g7 preto peão · h7 preto peão · e6 preto peão · c5 preto peão · d5 preto peão · e5 branco peão · d4 branco peão · f4 branco peão · c3 branco cavalo · a2 branco peão · b2 branco peão · c2 branco peão · g2 branco peão · h2 branco peão · a1 branco torre · c1 branco bispo · d1 branco rainha · e1 branco rei · f1 branco bispo · g1 branco cavalo · h1 branco torre | a8 preto torre · b8 preto cavalo · c8 preto bispo · d8 preto rainha · e8 preto rei · f8 preto bispo · h8 preto torre · a7 preto peão · b7 preto peão · d7 preto cavalo · f7 preto peão · g7 preto peão · h7 preto peão · e6 preto peão · c5 preto peão · d5 preto peão · e5 branco peão · d4 branco peão · f4 branco peão · c3 branco cavalo · a2 branco peão · b2 branco peão · c2 branco peão · g2 branco peão · h2 branco peão · a1 branco torre · c1 branco bispo · d1 branco rainha · e1 branco rei · f1 branco bispo · g1 branco cavalo · h1 branco torre | a8 preto torre · b8 preto cavalo · c8 preto bispo · d8 preto rainha · e8 preto rei · f8 preto bispo · h8 preto torre · a7 preto peão · b7 preto peão · d7 preto cavalo · f7 preto peão · g7 preto peão · h7 preto peão · e6 preto peão · c5 preto peão · d5 preto peão · e5 branco peão · d4 branco peão · f4 branco peão · c3 branco cavalo · a2 branco peão · b2 branco peão · c2 branco peão · g2 branco peão · h2 branco peão · a1 branco torre · c1 branco bispo · d1 branco rainha · e1 branco rei · f1 branco bispo · g1 branco cavalo · h1 branco torre | a8 preto torre · b8 preto cavalo · c8 preto bispo · d8 preto rainha · e8 preto rei · f8 preto bispo · h8 preto torre · a7 preto peão · b7 preto peão · d7 preto cavalo · f7 preto peão · g7 preto peão · h7 preto peão · e6 preto peão · c5 preto peão · d5 preto peão · e5 branco peão · d4 branco peão · f4 branco peão · c3 branco cavalo · a2 branco peão · b2 branco peão · c2 branco peão · g2 branco peão · h2 branco peão · a1 branco torre · c1 branco bispo · d1 branco rainha · e1 branco rei · f1 branco bispo · g1 branco cavalo · h1 branco torre | a8 preto torre · b8 preto cavalo · c8 preto bispo · d8 preto rainha · e8 preto rei · f8 preto bispo · h8 preto torre · a7 preto peão · b7 preto peão · d7 preto cavalo · f7 preto peão · g7 preto peão · h7 preto peão · e6 preto peão · c5 preto peão · d5 preto peão · e5 branco peão · d4 branco peão · f4 branco peão · c3 branco cavalo · a2 branco peão · b2 branco peão · c2 branco peão · g2 branco peão · h2 branco peão · a1 branco torre · c1 branco bispo · d1 branco rainha · e1 branco rei · f1 branco bispo · g1 branco cavalo · h1 branco torre | 4 |
| 3 | a8 preto torre · b8 preto cavalo · c8 preto bispo · d8 preto rainha · e8 preto rei · f8 preto bispo · h8 preto torre · a7 preto peão · b7 preto peão · d7 preto cavalo · f7 preto peão · g7 preto peão · h7 preto peão · e6 preto peão · c5 preto peão · d5 preto peão · e5 branco peão · d4 branco peão · f4 branco peão · c3 branco cavalo · a2 branco peão · b2 branco peão · c2 branco peão · g2 branco peão · h2 branco peão · a1 branco torre · c1 branco bispo · d1 branco rainha · e1 branco rei · f1 branco bispo · g1 branco cavalo · h1 branco torre | a8 preto torre · b8 preto cavalo · c8 preto bispo · d8 preto rainha · e8 preto rei · f8 preto bispo · h8 preto torre · a7 preto peão · b7 preto peão · d7 preto cavalo · f7 preto peão · g7 preto peão · h7 preto peão · e6 preto peão · c5 preto peão · d5 preto peão · e5 branco peão · d4 branco peão · f4 branco peão · c3 branco cavalo · a2 branco peão · b2 branco peão · c2 branco peão · g2 branco peão · h2 branco peão · a1 branco torre · c1 branco bispo · d1 branco rainha · e1 branco rei · f1 branco bispo · g1 branco cavalo · h1 branco torre | a8 preto torre · b8 preto cavalo · c8 preto bispo · d8 preto rainha · e8 preto rei · f8 preto bispo · h8 preto torre · a7 preto peão · b7 preto peão · d7 preto cavalo · f7 preto peão · g7 preto peão · h7 preto peão · e6 preto peão · c5 preto peão · d5 preto peão · e5 branco peão · d4 branco peão · f4 branco peão · c3 branco cavalo · a2 branco peão · b2 branco peão · c2 branco peão · g2 branco peão · h2 branco peão · a1 branco torre · c1 branco bispo · d1 branco rainha · e1 branco rei · f1 branco bispo · g1 branco cavalo · h1 branco torre | a8 preto torre · b8 preto cavalo · c8 preto bispo · d8 preto rainha · e8 preto rei · f8 preto bispo · h8 preto torre · a7 preto peão · b7 preto peão · d7 preto cavalo · f7 preto peão · g7 preto peão · h7 preto peão · e6 preto peão · c5 preto peão · d5 preto peão · e5 branco peão · d4 branco peão · f4 branco peão · c3 branco cavalo · a2 branco peão · b2 branco peão · c2 branco peão · g2 branco peão · h2 branco peão · a1 branco torre · c1 branco bispo · d1 branco rainha · e1 branco rei · f1 branco bispo · g1 branco cavalo · h1 branco torre | a8 preto torre · b8 preto cavalo · c8 preto bispo · d8 preto rainha · e8 preto rei · f8 preto bispo · h8 preto torre · a7 preto peão · b7 preto peão · d7 preto cavalo · f7 preto peão · g7 preto peão · h7 preto peão · e6 preto peão · c5 preto peão · d5 preto peão · e5 branco peão · d4 branco peão · f4 branco peão · c3 branco cavalo · a2 branco peão · b2 branco peão · c2 branco peão · g2 branco peão · h2 branco peão · a1 branco torre · c1 branco bispo · d1 branco rainha · e1 branco rei · f1 branco bispo · g1 branco cavalo · h1 branco torre | a8 preto torre · b8 preto cavalo · c8 preto bispo · d8 preto rainha · e8 preto rei · f8 preto bispo · h8 preto torre · a7 preto peão · b7 preto peão · d7 preto cavalo · f7 preto peão · g7 preto peão · h7 preto peão · e6 preto peão · c5 preto peão · d5 preto peão · e5 branco peão · d4 branco peão · f4 branco peão · c3 branco cavalo · a2 branco peão · b2 branco peão · c2 branco peão · g2 branco peão · h2 branco peão · a1 branco torre · c1 branco bispo · d1 branco rainha · e1 branco rei · f1 branco bispo · g1 branco cavalo · h1 branco torre | a8 preto torre · b8 preto cavalo · c8 preto bispo · d8 preto rainha · e8 preto rei · f8 preto bispo · h8 preto torre · a7 preto peão · b7 preto peão · d7 preto cavalo · f7 preto peão · g7 preto peão · h7 preto peão · e6 preto peão · c5 preto peão · d5 preto peão · e5 branco peão · d4 branco peão · f4 branco peão · c3 branco cavalo · a2 branco peão · b2 branco peão · c2 branco peão · g2 branco peão · h2 branco peão · a1 branco torre · c1 branco bispo · d1 branco rainha · e1 branco rei · f1 branco bispo · g1 branco cavalo · h1 branco torre | a8 preto torre · b8 preto cavalo · c8 preto bispo · d8 preto rainha · e8 preto rei · f8 preto bispo · h8 preto torre · a7 preto peão · b7 preto peão · d7 preto cavalo · f7 preto peão · g7 preto peão · h7 preto peão · e6 preto peão · c5 preto peão · d5 preto peão · e5 branco peão · d4 branco peão · f4 branco peão · c3 branco cavalo · a2 branco peão · b2 branco peão · c2 branco peão · g2 branco peão · h2 branco peão · a1 branco torre · c1 branco bispo · d1 branco rainha · e1 branco rei · f1 branco bispo · g1 branco cavalo · h1 branco torre | 3 |
| 2 | a8 preto torre · b8 preto cavalo · c8 preto bispo · d8 preto rainha · e8 preto rei · f8 preto bispo · h8 preto torre · a7 preto peão · b7 preto peão · d7 preto cavalo · f7 preto peão · g7 preto peão · h7 preto peão · e6 preto peão · c5 preto peão · d5 preto peão · e5 branco peão · d4 branco peão · f4 branco peão · c3 branco cavalo · a2 branco peão · b2 branco peão · c2 branco peão · g2 branco peão · h2 branco peão · a1 branco torre · c1 branco bispo · d1 branco rainha · e1 branco rei · f1 branco bispo · g1 branco cavalo · h1 branco torre | a8 preto torre · b8 preto cavalo · c8 preto bispo · d8 preto rainha · e8 preto rei · f8 preto bispo · h8 preto torre · a7 preto peão · b7 preto peão · d7 preto cavalo · f7 preto peão · g7 preto peão · h7 preto peão · e6 preto peão · c5 preto peão · d5 preto peão · e5 branco peão · d4 branco peão · f4 branco peão · c3 branco cavalo · a2 branco peão · b2 branco peão · c2 branco peão · g2 branco peão · h2 branco peão · a1 branco torre · c1 branco bispo · d1 branco rainha · e1 branco rei · f1 branco bispo · g1 branco cavalo · h1 branco torre | a8 preto torre · b8 preto cavalo · c8 preto bispo · d8 preto rainha · e8 preto rei · f8 preto bispo · h8 preto torre · a7 preto peão · b7 preto peão · d7 preto cavalo · f7 preto peão · g7 preto peão · h7 preto peão · e6 preto peão · c5 preto peão · d5 preto peão · e5 branco peão · d4 branco peão · f4 branco peão · c3 branco cavalo · a2 branco peão · b2 branco peão · c2 branco peão · g2 branco peão · h2 branco peão · a1 branco torre · c1 branco bispo · d1 branco rainha · e1 branco rei · f1 branco bispo · g1 branco cavalo · h1 branco torre | a8 preto torre · b8 preto cavalo · c8 preto bispo · d8 preto rainha · e8 preto rei · f8 preto bispo · h8 preto torre · a7 preto peão · b7 preto peão · d7 preto cavalo · f7 preto peão · g7 preto peão · h7 preto peão · e6 preto peão · c5 preto peão · d5 preto peão · e5 branco peão · d4 branco peão · f4 branco peão · c3 branco cavalo · a2 branco peão · b2 branco peão · c2 branco peão · g2 branco peão · h2 branco peão · a1 branco torre · c1 branco bispo · d1 branco rainha · e1 branco rei · f1 branco bispo · g1 branco cavalo · h1 branco torre | a8 preto torre · b8 preto cavalo · c8 preto bispo · d8 preto rainha · e8 preto rei · f8 preto bispo · h8 preto torre · a7 preto peão · b7 preto peão · d7 preto cavalo · f7 preto peão · g7 preto peão · h7 preto peão · e6 preto peão · c5 preto peão · d5 preto peão · e5 branco peão · d4 branco peão · f4 branco peão · c3 branco cavalo · a2 branco peão · b2 branco peão · c2 branco peão · g2 branco peão · h2 branco peão · a1 branco torre · c1 branco bispo · d1 branco rainha · e1 branco rei · f1 branco bispo · g1 branco cavalo · h1 branco torre | a8 preto torre · b8 preto cavalo · c8 preto bispo · d8 preto rainha · e8 preto rei · f8 preto bispo · h8 preto torre · a7 preto peão · b7 preto peão · d7 preto cavalo · f7 preto peão · g7 preto peão · h7 preto peão · e6 preto peão · c5 preto peão · d5 preto peão · e5 branco peão · d4 branco peão · f4 branco peão · c3 branco cavalo · a2 branco peão · b2 branco peão · c2 branco peão · g2 branco peão · h2 branco peão · a1 branco torre · c1 branco bispo · d1 branco rainha · e1 branco rei · f1 branco bispo · g1 branco cavalo · h1 branco torre | a8 preto torre · b8 preto cavalo · c8 preto bispo · d8 preto rainha · e8 preto rei · f8 preto bispo · h8 preto torre · a7 preto peão · b7 preto peão · d7 preto cavalo · f7 preto peão · g7 preto peão · h7 preto peão · e6 preto peão · c5 preto peão · d5 preto peão · e5 branco peão · d4 branco peão · f4 branco peão · c3 branco cavalo · a2 branco peão · b2 branco peão · c2 branco peão · g2 branco peão · h2 branco peão · a1 branco torre · c1 branco bispo · d1 branco rainha · e1 branco rei · f1 branco bispo · g1 branco cavalo · h1 branco torre | a8 preto torre · b8 preto cavalo · c8 preto bispo · d8 preto rainha · e8 preto rei · f8 preto bispo · h8 preto torre · a7 preto peão · b7 preto peão · d7 preto cavalo · f7 preto peão · g7 preto peão · h7 preto peão · e6 preto peão · c5 preto peão · d5 preto peão · e5 branco peão · d4 branco peão · f4 branco peão · c3 branco cavalo · a2 branco peão · b2 branco peão · c2 branco peão · g2 branco peão · h2 branco peão · a1 branco torre · c1 branco bispo · d1 branco rainha · e1 branco rei · f1 branco bispo · g1 branco cavalo · h1 branco torre | 2 |
| 1 | a8 preto torre · b8 preto cavalo · c8 preto bispo · d8 preto rainha · e8 preto rei · f8 preto bispo · h8 preto torre · a7 preto peão · b7 preto peão · d7 preto cavalo · f7 preto peão · g7 preto peão · h7 preto peão · e6 preto peão · c5 preto peão · d5 preto peão · e5 branco peão · d4 branco peão · f4 branco peão · c3 branco cavalo · a2 branco peão · b2 branco peão · c2 branco peão · g2 branco peão · h2 branco peão · a1 branco torre · c1 branco bispo · d1 branco rainha · e1 branco rei · f1 branco bispo · g1 branco cavalo · h1 branco torre | a8 preto torre · b8 preto cavalo · c8 preto bispo · d8 preto rainha · e8 preto rei · f8 preto bispo · h8 preto torre · a7 preto peão · b7 preto peão · d7 preto cavalo · f7 preto peão · g7 preto peão · h7 preto peão · e6 preto peão · c5 preto peão · d5 preto peão · e5 branco peão · d4 branco peão · f4 branco peão · c3 branco cavalo · a2 branco peão · b2 branco peão · c2 branco peão · g2 branco peão · h2 branco peão · a1 branco torre · c1 branco bispo · d1 branco rainha · e1 branco rei · f1 branco bispo · g1 branco cavalo · h1 branco torre | a8 preto torre · b8 preto cavalo · c8 preto bispo · d8 preto rainha · e8 preto rei · f8 preto bispo · h8 preto torre · a7 preto peão · b7 preto peão · d7 preto cavalo · f7 preto peão · g7 preto peão · h7 preto peão · e6 preto peão · c5 preto peão · d5 preto peão · e5 branco peão · d4 branco peão · f4 branco peão · c3 branco cavalo · a2 branco peão · b2 branco peão · c2 branco peão · g2 branco peão · h2 branco peão · a1 branco torre · c1 branco bispo · d1 branco rainha · e1 branco rei · f1 branco bispo · g1 branco cavalo · h1 branco torre | a8 preto torre · b8 preto cavalo · c8 preto bispo · d8 preto rainha · e8 preto rei · f8 preto bispo · h8 preto torre · a7 preto peão · b7 preto peão · d7 preto cavalo · f7 preto peão · g7 preto peão · h7 preto peão · e6 preto peão · c5 preto peão · d5 preto peão · e5 branco peão · d4 branco peão · f4 branco peão · c3 branco cavalo · a2 branco peão · b2 branco peão · c2 branco peão · g2 branco peão · h2 branco peão · a1 branco torre · c1 branco bispo · d1 branco rainha · e1 branco rei · f1 branco bispo · g1 branco cavalo · h1 branco torre | a8 preto torre · b8 preto cavalo · c8 preto bispo · d8 preto rainha · e8 preto rei · f8 preto bispo · h8 preto torre · a7 preto peão · b7 preto peão · d7 preto cavalo · f7 preto peão · g7 preto peão · h7 preto peão · e6 preto peão · c5 preto peão · d5 preto peão · e5 branco peão · d4 branco peão · f4 branco peão · c3 branco cavalo · a2 branco peão · b2 branco peão · c2 branco peão · g2 branco peão · h2 branco peão · a1 branco torre · c1 branco bispo · d1 branco rainha · e1 branco rei · f1 branco bispo · g1 branco cavalo · h1 branco torre | a8 preto torre · b8 preto cavalo · c8 preto bispo · d8 preto rainha · e8 preto rei · f8 preto bispo · h8 preto torre · a7 preto peão · b7 preto peão · d7 preto cavalo · f7 preto peão · g7 preto peão · h7 preto peão · e6 preto peão · c5 preto peão · d5 preto peão · e5 branco peão · d4 branco peão · f4 branco peão · c3 branco cavalo · a2 branco peão · b2 branco peão · c2 branco peão · g2 branco peão · h2 branco peão · a1 branco torre · c1 branco bispo · d1 branco rainha · e1 branco rei · f1 branco bispo · g1 branco cavalo · h1 branco torre | a8 preto torre · b8 preto cavalo · c8 preto bispo · d8 preto rainha · e8 preto rei · f8 preto bispo · h8 preto torre · a7 preto peão · b7 preto peão · d7 preto cavalo · f7 preto peão · g7 preto peão · h7 preto peão · e6 preto peão · c5 preto peão · d5 preto peão · e5 branco peão · d4 branco peão · f4 branco peão · c3 branco cavalo · a2 branco peão · b2 branco peão · c2 branco peão · g2 branco peão · h2 branco peão · a1 branco torre · c1 branco bispo · d1 branco rainha · e1 branco rei · f1 branco bispo · g1 branco cavalo · h1 branco torre | a8 preto torre · b8 preto cavalo · c8 preto bispo · d8 preto rainha · e8 preto rei · f8 preto bispo · h8 preto torre · a7 preto peão · b7 preto peão · d7 preto cavalo · f7 preto peão · g7 preto peão · h7 preto peão · e6 preto peão · c5 preto peão · d5 preto peão · e5 branco peão · d4 branco peão · f4 branco peão · c3 branco cavalo · a2 branco peão · b2 branco peão · c2 branco peão · g2 branco peão · h2 branco peão · a1 branco torre · c1 branco bispo · d1 branco rainha · e1 branco rei · f1 branco bispo · g1 branco cavalo · h1 branco torre | 1 |
|   | a | b | c | d | e | f | g | h |   |

Novamente, a posição do diagrama 3 pode ser obtida de duas maneiras mostradas aqui. Com a Defesa Francesa:
- 1. e4 e6
- 2. d4 d5
- 3. Cc3 Cf6
- 4. e5 Cd7
- 5. f4 c5

...ou com a Defesa Caro-Kann:
- 1. e4 c6
- 2. d4 d5
- 3. f3 e6
- 4. Cc3 Cf6
- 5. e5 Cd7
- 6. f4 c5